# Toruń
Toruń ([ˈtɔruɲ] ⓘ, deutsch Thorn) ist neben Bydgoszcz (Bromberg) eine der beiden Hauptstädte der Woiwodschaft Kujawien-Pommern in Polen. Die an der Weichsel gelegene kreisfreie Stadt ist heute Sitz des Woiwodschaftsparlaments (Sejmik), des Woiwodschaftsmarschalls mit seiner Regierung, der Universität Toruń sowie des römisch-katholischen Bistums Toruń.
Die Stadt war eine der ältesten des Kulmerlands. Aufgrund ihrer Lage und Geschichte entwickelte sie sich zum Schmelztiegel zwischen deutscher und polnischer Kultur. Ihr bekanntester Sohn ist Nikolaus Kopernikus. Das Stadtbild ist durch Backsteingotik geprägt und die mittelalterliche Altstadt zählt zum UNESCO-Weltkulturerbe.

## Geographische Lage

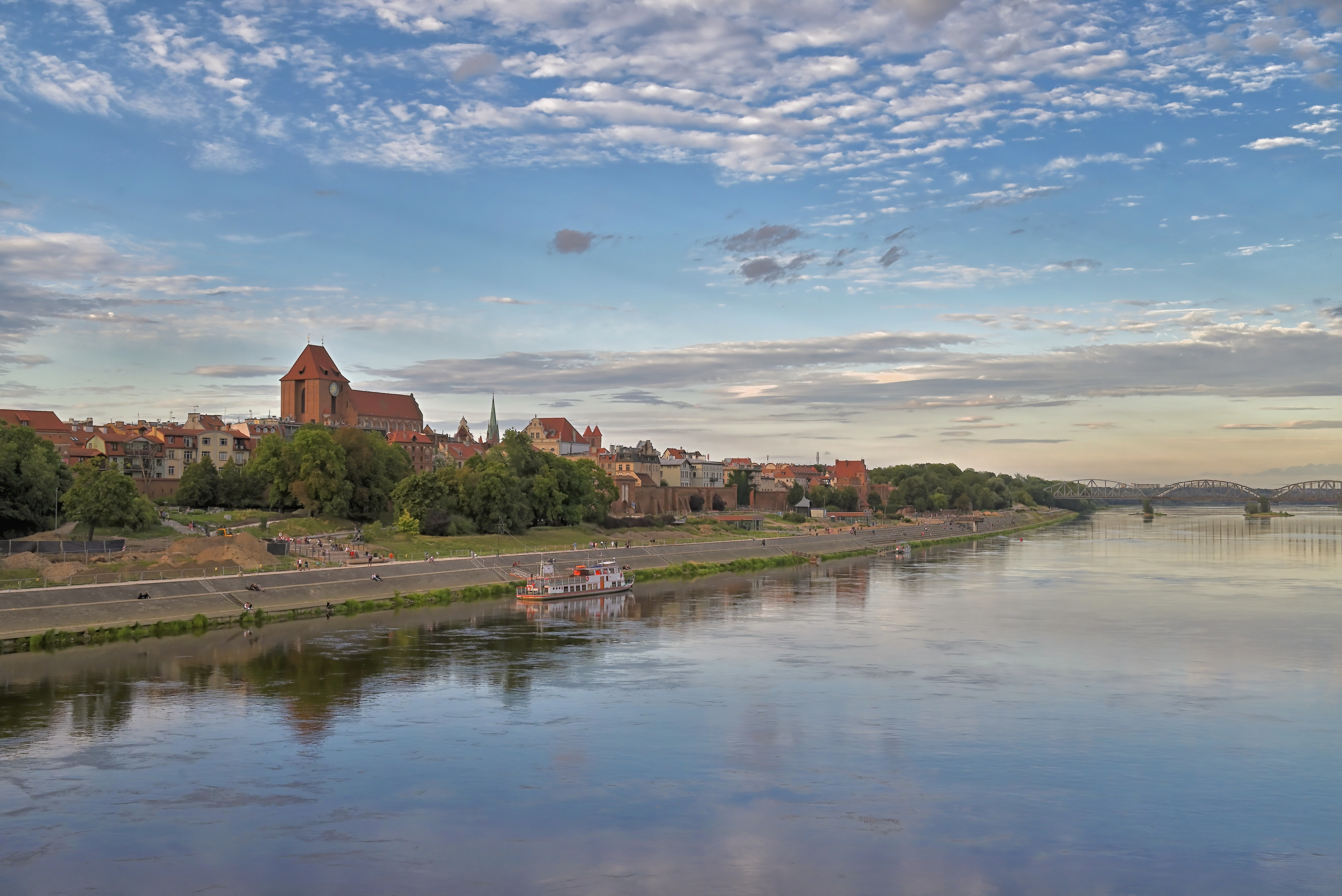
Blick auf Toruń von der Weichselbrücke

Die Stadt liegt im Kulmerland im breiten Flusstal der schiffbaren Weichsel, 45 Kilometer südöstlich von Bydgoszcz (Bromberg), 57 km südlich von Grudziądz (Graudenz) und 39 Kilometer südlich von Chełmno (Kulm, Culm). Sie ist umgeben von ausgedehnten Waldgebieten, die besonders im Südwesten geschlossen sind.
Das Stadtgebiet beträgt mit zugehörigen Stadtteilen und eingemeindeten Ortschaften 115 km² zu beiden Seiten des Flusses. Von Norden nach Süden dehnt sie sich auf 12,7 km und von West nach Ost auf 17,5 km aus.

## Geschichte

Hauptsiegel der Altstadt Thorn aus dem 13./14. Jahrhundert. Es zeigt die Mutter Jesu, die Schutzherrin des Deutschen Ordens, unter einem von zwei Türmen flankierten Torbogen auf einem Thron sitzend, mit der Umschrift SIGILLVM BURGENSIUM IN THORVN.

### Die ursprüngliche Siedlung
In der Zeit vom 9. bis zum 13. Jahrhundert stand an dieser Stelle die ursprüngliche slawische Festung Toruń (Thorn), umgeben von Holz- und Erdwällen, die den Übergang über die Weichsel bewachte. In den Jahren von 966 bis 1220 stand die Siedlung unter der Herrschaft polnischer Piasten im Königreich Polen und später auch im polnisch-piastenpommerschen Danziger Pommern während der Zeit der Teilung des Königreichs Polen in kleinere Teile.

### Mittelalter
Thorn entstand 1231 als erste Siedlung im Kulmerland unter Verwaltung des Deutschen Ordens. Ursprünglich lag diese im Bereich des späteren Dorfes Alt-Thorn (poln. Stary Toruń, seit dem Ende des 20. Jahrhunderts Stadtteil Starotoruńskie Przedmieście), rund 7,5 km westlich der heutigen Stadt, wurde jedoch aufgrund der permanenten Überschwemmungsgefahr 1236 an den heutigen Standort verlegt. Der Deutsche Orden war vom polnischen Herzog Konrad von Masowien ins Land gerufen worden, um die in der Gegend wohnenden heidnischen baltischen Pruzzen zu christianisieren. Aktiv wurde der Orden aber erst, nachdem Kaiser Friedrich II. ihm 1226 das Herrschaftsrecht über das zu erobernde Land zugesichert hatte. Den Grundstein zu der Stadt Thorn legte 1231 der Landmeister Hermann von Balk. Einwanderer aus Westfalen bevölkerten die Stadt, die am 28. Dezember 1233 mit der Kulmer Handfeste das Stadtrecht erhielt. Thorn und Kulm sind die ältesten Städte des Kulmerlands. Im Jahr 1255 fehlte der Stadt noch eine Stadtmauer. 1260 wurde die Burg Thorn erbaut. Ihren Namen erhielt die Stadt angeblich nach der Festung und Baronie Toron, einer Kreuzfahrerburg des Deutschen Ordens im Heiligen Land. In alten Dokumenten heißt die Stadt Thoren.
Im 14. Jahrhundert trat Thorn der Hanse bei und gehörte somit wie Elbing, Danzig, Königsberg und Kulm zu den Hansestädten. 1367 trat Thorn der Kölner Konföderation von Hansestädten bei. Das Bestreben des Ordens, gleichzeitig seine Landesherrschaft auszudehnen und den Handel zu kontrollieren, führte zu kriegerischen Konflikten und einer Allianz der deutschen Handelsstädte mit dem Königreich Polen. 1411 wurde der Erste Thorner Frieden zwischen dem polnischen König Władysław II. Jagiełło und dem Deutschen Orden geschlossen. Bei neuen Auseinandersetzungen wurde 1454 die Ordensburg in Thorn vom Preußischen Bund erobert und von seinen Bürgern zerstört.
Nach dem Dreizehnjährigen Städtekrieg wurde am 19. Oktober 1466 der Zweite Thorner Frieden mit dem Deutschen Orden geschlossen. Danach musste der Ordensstaat große Gebiete rund um die untere Weichsel an das autonome Preußen Königlichen Anteils abtreten, das sich freiwillig der Oberhoheit der polnischen Krone unterstellt hatte. Die Städte Thorn, Danzig und Elbing wurden als „Quartierstädte“ des Hansebundes polnisch-preußische Stadtrepubliken mit politischer Vertretung im Sejm.

### Thorn als Stadtrepublik in Königlich Preußen in der Krone des Königreichs Polen

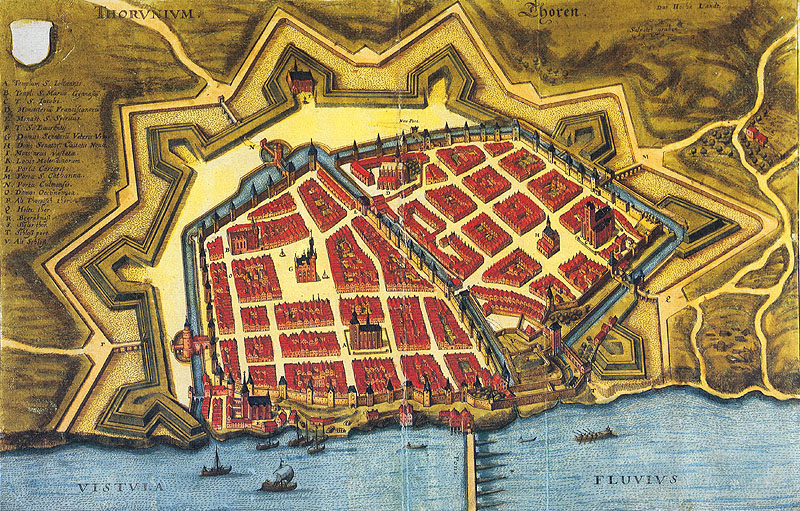
Lageplan von Thorn an der Weichsel (Matthäus Merian, 1641)

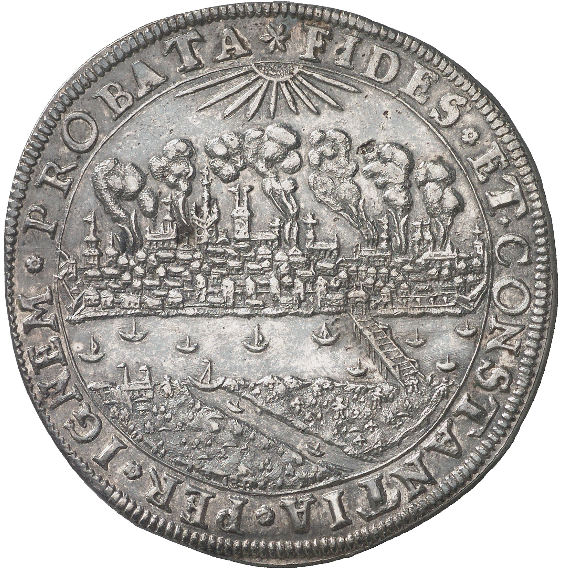
Brandtaler von 1629, Vorderseite: Die brennende Stadt Thorn nach der Beschießung und Belagerung durch die Schweden.

Als Sohn einer Kaufmannsfamilie wurde 1473 der berühmteste Sohn der Stadt, der spätere Astronom Nikolaus Kopernikus, hier geboren und besuchte die ortsansässige Johannis-Schule, eine Lateinschule.
Zeitweilige Versuche des Hochmeisters Albrecht von Brandenburg-Ansbach, die königlich-polnischen Gebiete Preußens für den Deutschen Orden zurückzuerobern, endeten nach dem erfolglosen Reiterkrieg mit dem Waffenstillstand zu Thorn am 5. April 1521. Auf einer anschließenden Reise nach Süddeutschland fand Albrecht keine Unterstützung für seine bisherigen Pläne und entschloss sich, im Ordensstaat Preußen die Reformation einzuführen und ihn fortan als Herzog zu regieren. Weil er dafür die Unterstützung König Sigismunds I. von Polen, seines Onkels, brauchte, schloss er mit diesem am 8. April 1525 den Vertrag von Krakau, huldigte ihm, wurde von ihm als weltlicher Herzog in Preußen anerkannt und erhielt zudem eine privilegierte Stellung im polnischen Senat.
Im Jahr 1557 nahmen Rat und Bürgerschaft die Reformation an. Die Marienschule wurde 1558 zu einem Gymnasium erhoben.
Auf Veranlassung des polnischen Königs Władysław IV. Wasa wurde 1645 unter dem Vorsitz des polnischen Kanzlers Jerzy Ossoliński das Thorner Religionsgespräch (Colloquium charitativum) zur Verständigung von Katholiken und Protestanten veranstaltet. Daran nahmen unter anderem Georg Calixt und Michael Behm teil. Im späten 17. Jahrhundert war der aus Lyck stammende Christoph Hartknoch, ein bedeutender Historiker der Geschichte des Ordensstaates Preußen und Polen-Litauens, Direktor des 1568 gegründeten Thorner Gymnasiums.
Im 17. Jahrhundert waren etwa 60 Prozent der Einwohner der Stadt polnische Katholiken, die zweitgrößte Gruppe waren protestantische Deutsche (ca. 35 Prozent) und die anderen bis zu 5 Prozent.

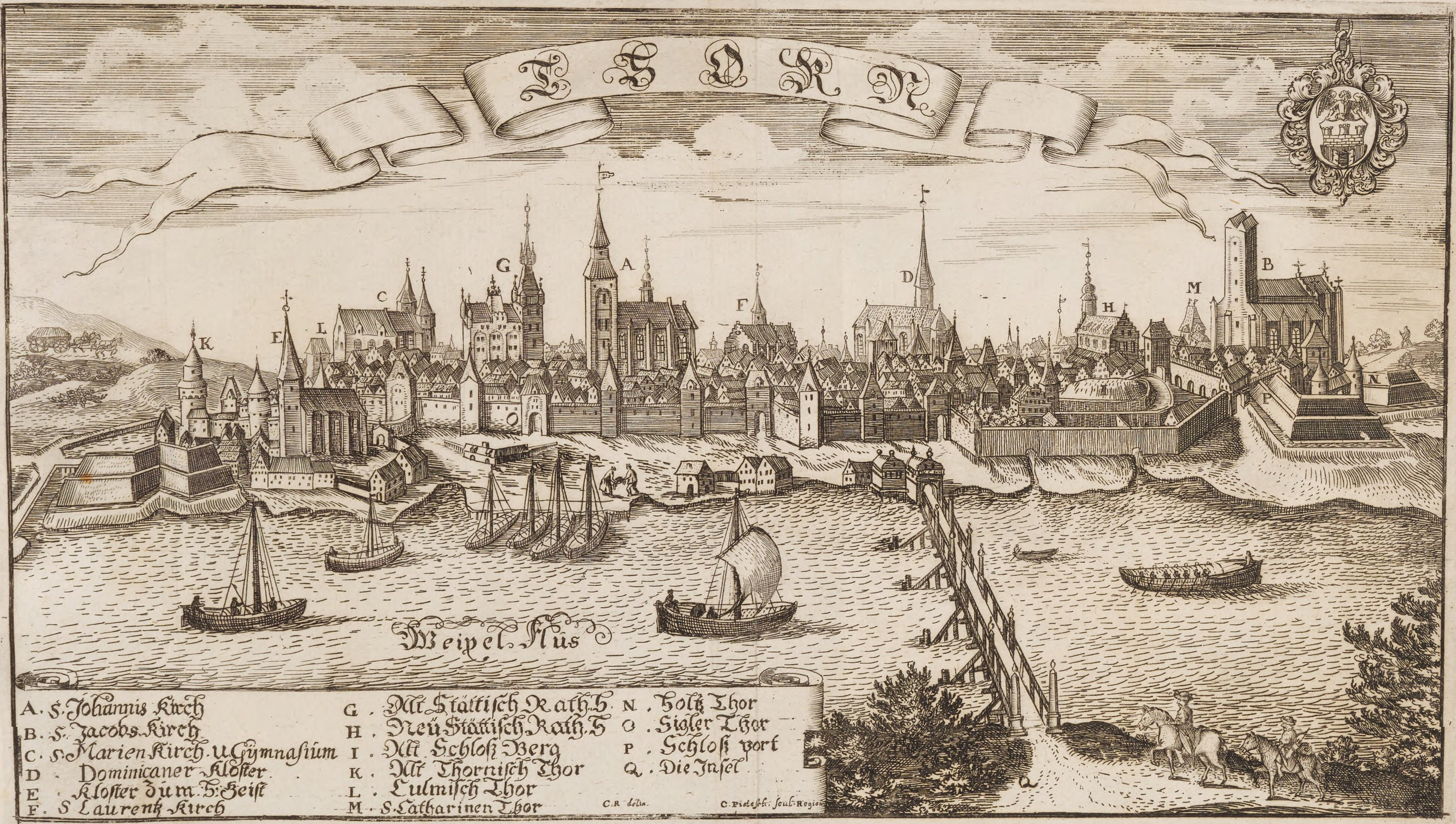
Kupferstich von Christoph Hartknoch: Thorn. In: Alt- und neues Preussen, 1684

Karte von Thorn (um 1750)

Während des Großen Nordischen Krieges sah sich Thorn vom 26. Mai bis 14. Oktober 1703 einer Belagerung durch die Armee des schwedischen Königs Karl XII. ausgesetzt. Die 6000 Mann zählende Garnison, die aus sächsischen Soldaten Augusts des Starken, des Kurfürsten von Sachsen und Königs von Polen, bestand, konnte den Fall der Stadt letztlich nicht verhindern. Durch den schwedischen Beschuss hatten nicht nur die Befestigungsanlagen der Stadt, sondern auch ihre Häuser schwere Schäden erlitten. Das altstädtische Rathaus war infolge des Beschusses ausgebrannt, ebenso fast die gesamte Westseite des altstädtischen Marktes und weitere Häuser. Zahlreiche andere Gebäude waren zum Teil schwer beschädigt worden. Die Stadtbefestigung wurde nach der Einnahme von den Schweden geschleift. Die Kriegsschäden und die in den Folgejahren mehrmals zu zahlenden Kontributionen ließen die Stadt für lange Zeit verarmen. Überdies wurde Thorn im August und September 1708 von einer Pestepidemie heimgesucht, die bis 1710 andauerte und in der Stadt und ihrer Umgebung rund 4000 Todesopfer forderte.
Bei der Fronleichnamsprozession am 16. Juli 1724, die einen nicht genehmigten Weg nahm, um einen Protest zu provozieren, kam es wie erwartet zu Streitigkeiten zwischen den Jesuitenzöglingen und den Schülern des protestantischen Gymnasiums. Aus diesem Tumult heraus wurde das Jesuitenkloster gestürmt und verwüstet. Die Regierung des polnischen Königs August des Starken führte daraufhin ein Verfahren gegen die Stadt, ließ den Bürgermeister Johann Gottfried Rösner und neun weitere Bürger am 7. Dezember 1724 enthaupten (Thorner Blutgericht) und bestimmte, dass der Magistrat künftig zur Hälfte aus Katholiken bestehen müsse und die Marienkirche den Katholiken zu übergeben sei.

### Ende 18. bis 20. Jahrhundert

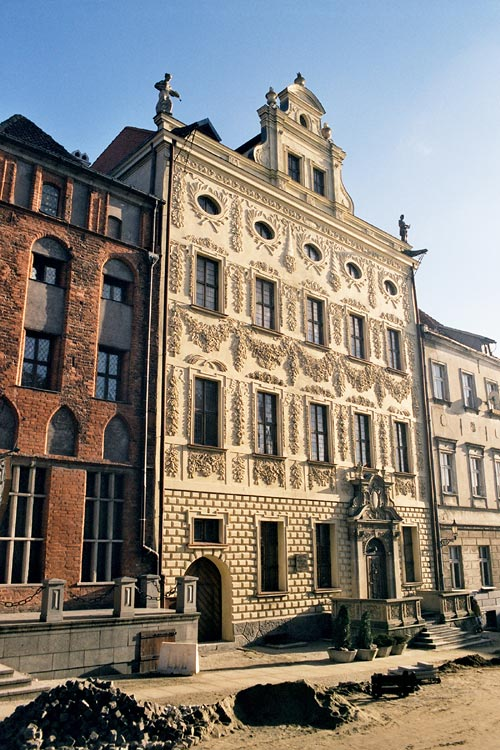
Dambski-Palais

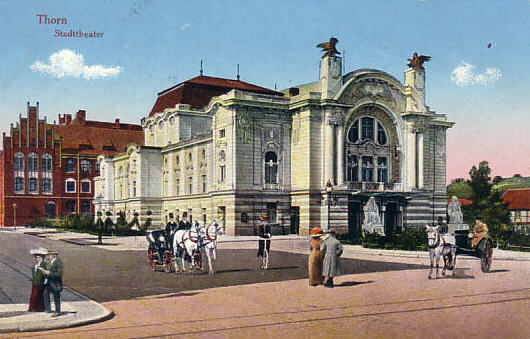
Stadttheater in Thorn, um 1915

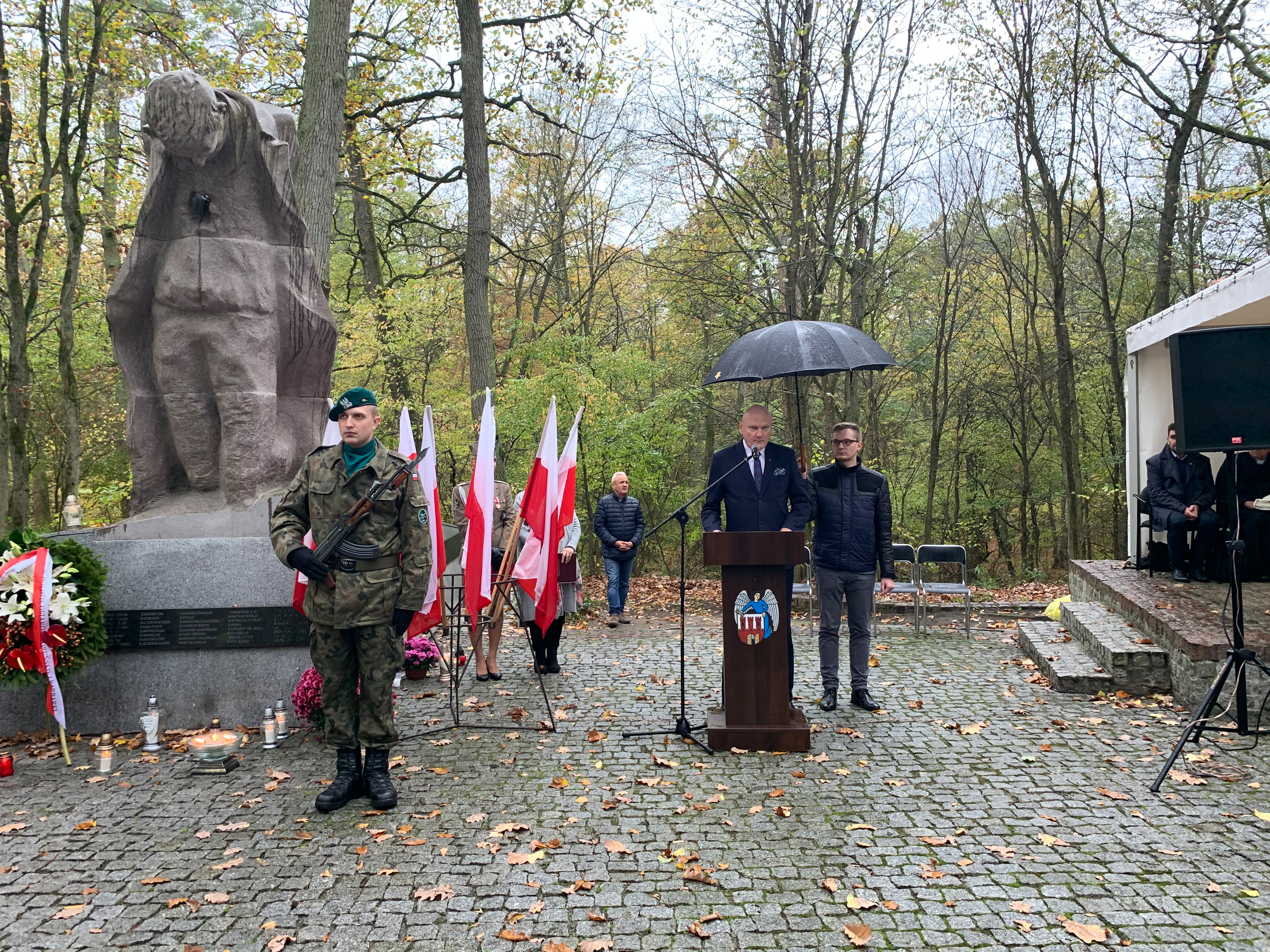
Gedenkveranstaltung für die ermordeten Menschen in Torun, Okt. 2019

Im Rahmen der zweiten Teilung Polens durch den Vertrag von Sankt Petersburg wurde Thorn 1793 vom Königreich Preußen annektiert. Durch den von Napoleon Bonaparte diktierten Frieden von Tilsit wurde Thorn 1807 vorübergehend dem als Herzogtum Warschau wiederhergestellten Polen zugeschlagen. Aufgrund unvorsichtigen Verhaltens französischer Soldaten, die Schießpulver-Fässer entluden, kam es am 7. August 1807 nach Abschluss des Friedensvertrags an der Weichselbrücke zu einer gewaltigen Explosion, bei der etwa 70 Menschen ums Leben kamen; Schadensersatzforderungen Thorner Bürger wurden von französischer Seite nicht beantwortet.
Am 16. April 1813 kapitulierte die Besatzung Thorns unter dem französischen General Pointcoin nach mehrtägiger Belagerung. 100 französische, 400 polnische und 3500 bayerische Soldaten legten vor den russischen und preußischen Truppen die Waffen nieder; die Stadt hatte unter dem vom 10. bis zum 16. April andauernden Bombardement der Belagerer sehr gelitten. Durch die Wiener Kongressakte von 1815 kam es wiederum an Preußen, das es ab 1818 zur Festung ausbaute. Am 21. Juni 1815 hatte die preußische Regierung Thorn dem westpreußischen Regierungspräsidenten in Marienwerder unterstellt. Um die Mitte des 19. Jahrhunderts verfügte Thorn über ein Gymnasium mit angeschlossener Realschule.
Im Jahr 1864 war die Besatzung der Festung Thorn 2111 Mann stark. 1905 bestand die Garnison aus drei Infanterieregimentern.
Zum Ende des 19. Jahrhunderts erlebte Thorn nach dem Bau der Preußischen Ostbahn einen wirtschaftlichen Aufschwung. Eine Spezialität waren die Thorner Kathrinchen (Pfefferkuchen). 1885 hatte Thorn mit der Garnison 23.906 – überwiegend evangelische – Einwohner. Die Einwohnerzahl wuchs bis zur Volkszählung von 1910 auf 46.000, davon waren etwa 59 Prozent deutschsprachig und etwa 40 Prozent polnischsprachig. Weil er von Deutschen bzw. Polen hartnäckig als Angehöriger der eigenen Ethnie beansprucht wurde, beging man den 400. bzw. 450. Geburtstag des größten Sohnes der Stadt, Nikolaus Kopernikus, in den Jahren 1873 und 1923 in Thorn jeweils separat bei den deutschen und polnischen Stadtbewohnern.

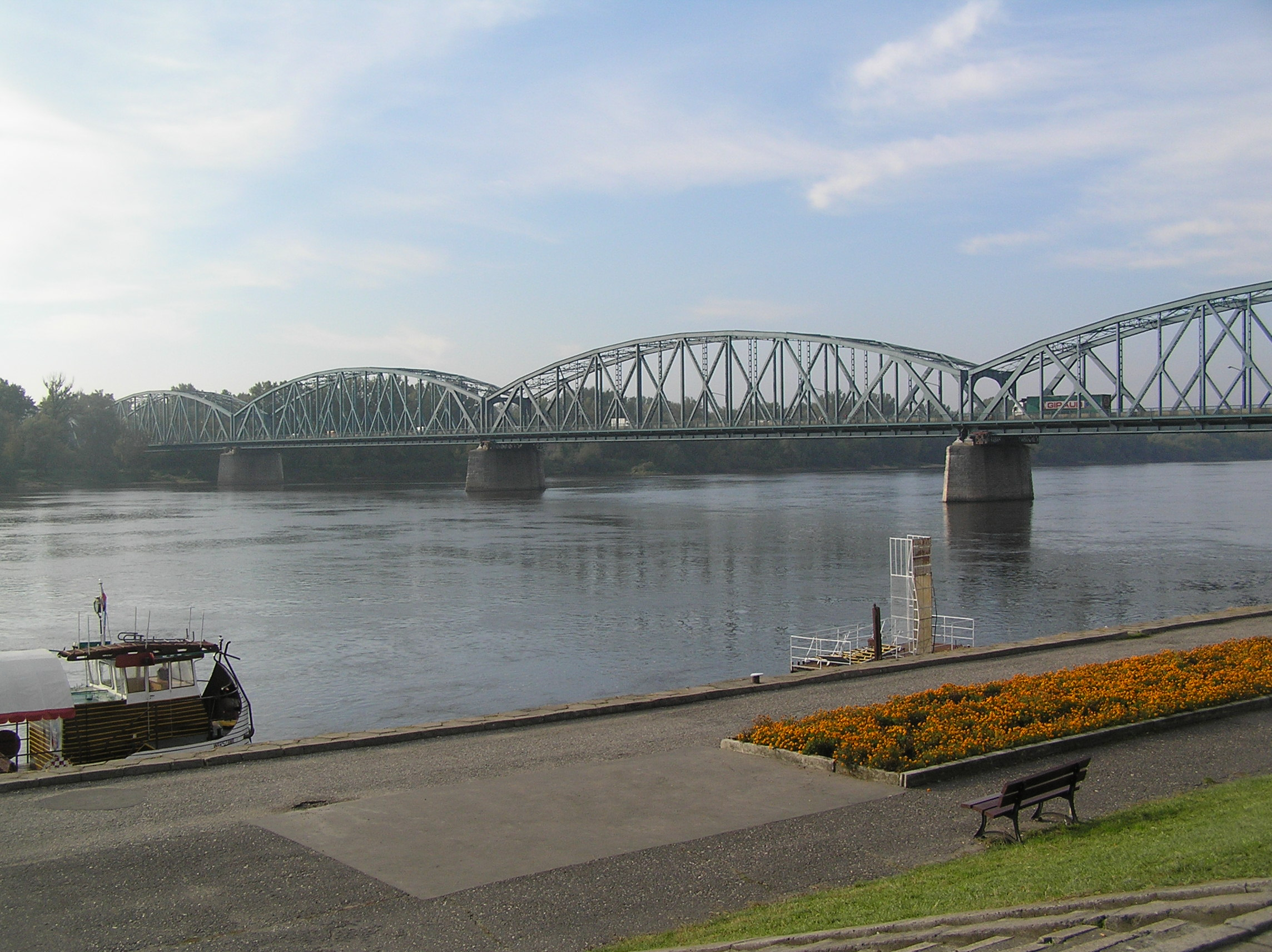
Józef-Piłsudski-Brücke

Nach Ende des Ersten Weltkrieges musste Thorn mit dem größten Teil der Provinz Westpreußen aufgrund des federführend von Woodrow Wilson diktierten Versailler Vertrags 1920, der die Verlegung eines Polnischen Korridors zur Ostsee hin auf preußischem Territorium vorsah, an die Zweite Polnische Republik abgetreten werden. Ab dieser Zeit wurde Thorn Hauptstadt der Woiwodschaft Pommerellen (Województwo pomorskie), was den Bau zahlreicher staatlicher und öffentlicher Gebäude nötig machte. Die Stadt wuchs schnell, sodass eine bessere Erschließung der am linken Ufer der Weichsel liegenden Gebiete notwendig wurde, wo auch Toruń Główny, der Hauptbahnhof der Stadt liegt. Weiter sollten auch die Fernstraßen nach Süden ausgebaut werden. Das polnische Ministerium für öffentliche Arbeiten beschloss deshalb 1927, die aufgrund des polnischen Korridors nicht mehr benötigte Weichselbrücke bei Marienwerder zurückzubauen und für den Bau einer neuen Weichselbrücke in Toruń zu verwenden. Die Brücke war zwar bereits 1929 demontiert, aber der Wiederaufbau in Toruń verzögerte sich wegen Finanzmangels der Stadt, sodass die Brücke erst 1934 festlich eröffnet werden konnte. (siehe auch Abschnitt Verkehr: Brücken)

Erweiterung des Stadtgebiets im 20. Jahrhundert

Aufgrund starker Abwanderung von Deutschen in der Zwischenkriegszeit sowie anhaltender Polonisierung sank der Anteil der deutschen Bevölkerung in der Stadt auf vier Prozent 1939. Nach dem Überfall auf Polen im September 1939 wurde Thorn zusammen mit dem Polnischen Korridor vom Deutschen Reich annektiert; die Stadt Thorn wurde dem Regierungsbezirk Bromberg im Reichsgau Danzig-Westpreußen zugeordnet. Erster kommissarischer Oberbürgermeister wurde Walter Kießling aus Gera. Abgelöst als Oberbürgermeister wurde Kießling am 1. November 1939 durch den ehem. Oberbürgermeister Franz Jakob aus Fürth in Bayern. Während der Amtszeit Jakobs als Oberbürgermeister holte er über 20 weitere städtische Beamte und Angestellte aus seiner ehemaligen Heimat Stadt Fürth nach Thorn und beschäftigte sie dort in nahezu allen wichtigen städtischen Schlüsselpositionen der Stadtverwaltung. Mitte Oktober 1939 begannen die Hinrichtungen der polnischen und jüdischen Bevölkerung im Rahmen der sog. Intelligenzaktion. Dabei tötete der volksdeutsche Selbstschutz zunächst im Fort VII wöchentlich mehrere hundert Menschen, ehe die Hinrichtungen in das nahegelegene Erholungsgebiet Barbarka verlegt wurde. Insgesamt wurden in der Zeit von Oktober 1939 bis Februar 1940 ca. 1.200 Menschen hingerichtet. Eine Gedenkstätte in der Festung bzw. in Barbarka erinnert an die dort getöteten Menschen.
1940 wurde die Ingenieurschule für Luftfahrttechnik (IfL) nach Thorn verlegt.
Gegen Ende des Zweiten Weltkriegs besetzte im Frühjahr 1945 die Rote Armee die Region und die weitgehend von Kriegsschäden verschonte Stadt. Die Stadt kam zur Volksrepublik Polen. Bei der Wiederherstellung der Woiwodschaft Pommerellen ab 14. März 1945 blieb Toruń zunächst die Hauptstadt. Im Zuge der Verkleinerung der Woiwodschaft am 7. April 1945, wobei auch das ‚Groß‘ im Namen fortfiel, wurde der Hauptstadtsitz nach Bydgoszcz (Bromberg) verlegt. Die deutsche Minderheit wurde mit wenigen Ausnahmen vertrieben.
1997 wurde die mittelalterliche Altstadt von der UNESCO zum Weltkulturerbe erklärt.
Seit 1999 ist Toruń Sitz des Sejmik der Woiwodschaft Kujawien-Pommern, der Woiwode hat seinen Sitz in Bydgoszcz.

### Demographie
| Jahr | Einwohnerzahl | Anmerkungen |
| 1347 | kaum 2000     | maximal 3000 Einwohner |
| 1768 | etwa 1000     | überwiegend polnischsprachig, nach starker Bevölkerungsverminderung durch Pest 1708–1710 |
| 1793 | 05570         | [ 25 ] |
| 1806 | 08954         | [ 25 ] |
| 1815 | 07095         | nach der Bevölkerungsverminderung durch die Napoleonischen Kriege |
| 1828 | 11.265        | [ 25 ] |
| 1831 | 08631         | [ 26 ] |
| 1852 | 13.113        | [ 27 ] |
| 1864 | 14.106        | ohne das Militär (2111 Personen), davon 7977 Protestanten und 5134 Katholiken |
| 1871 | 16.620        | davon 9200 Evangelische, 6200 Katholiken und 1100 Juden |
| 1875 | 18.631        | [ 30 ] |
| 1880 | 20.617        | [ 30 ] |
| 1885 | 23.906        | [ 30 ] |
| 1890 | 27.018        | davon 15.681 Protestanten, 10.014 Katholiken, 1271 Juden und 52 Sonstige |
| 1900 | 29.635        | davon 16.752 Protestanten, 11.571 Katholiken und 1312 Sonstige einschl. der Juden |
| 1905 | 31.801        | mit der Garnison, davon 17.510 Protestanten, 13.023 Katholiken und 1092 Juden (nach Einverleibung des Dorfes Mocker 1906: 43.435 Einwohner) |
| 1910 | 46.227        | am 1. Dezember, auf einer Fläche von 3552 ha; davon 22.805 Evangelische, 21.085 Katholiken, 994 Juden, 510 Sonstige (27.505 mit deutscher, 17.889 mit polnischer und sechs Einwohner mit kaschubischer Muttersprache, 669 Einwohner sprechen Deutsch und eine andere Sprache); nach anderen Angaben davon 22.967 Protestanten, 21.742 Katholiken und 1518 Sonstige einschl. der Juden |
| 1931 | 54.280        | davon etwa 3000 Deutsche, im Vergleich zu 27.510 Deutschen im Jahr 1910; 54.297 am 9. Dezember 1931 |
| 1943 | 78.224        | [ 25 ] |

| Jahr | Einwohner | Anmerkungen |
| ---- | --------- | ----------- |
| 2009 | 205.934   |             |
| 2020 | 198.613   |             |
|      |           |             |

## Sehenswürdigkeiten
Die Altstadt wurde von der UNESCO zum Weltkulturerbe erklärt. Bis auf einen Straßenzug aus dem späten 19. Jahrhundert ist fast die gesamte Bebauung mittelalterlich. Der historische Bereich besteht aus der Altstadt (Stadtrecht 1231/33) und der als eine Handwerkersiedlung entstandenen Neustadt (Stadtrecht 1246). Später wurde letztere in die Altstadt eingemeindet. Zwischen beiden liegt das Schloss (jetzt Ruine) des Deutschen Ordens.

### Altstädtisches Rathaus

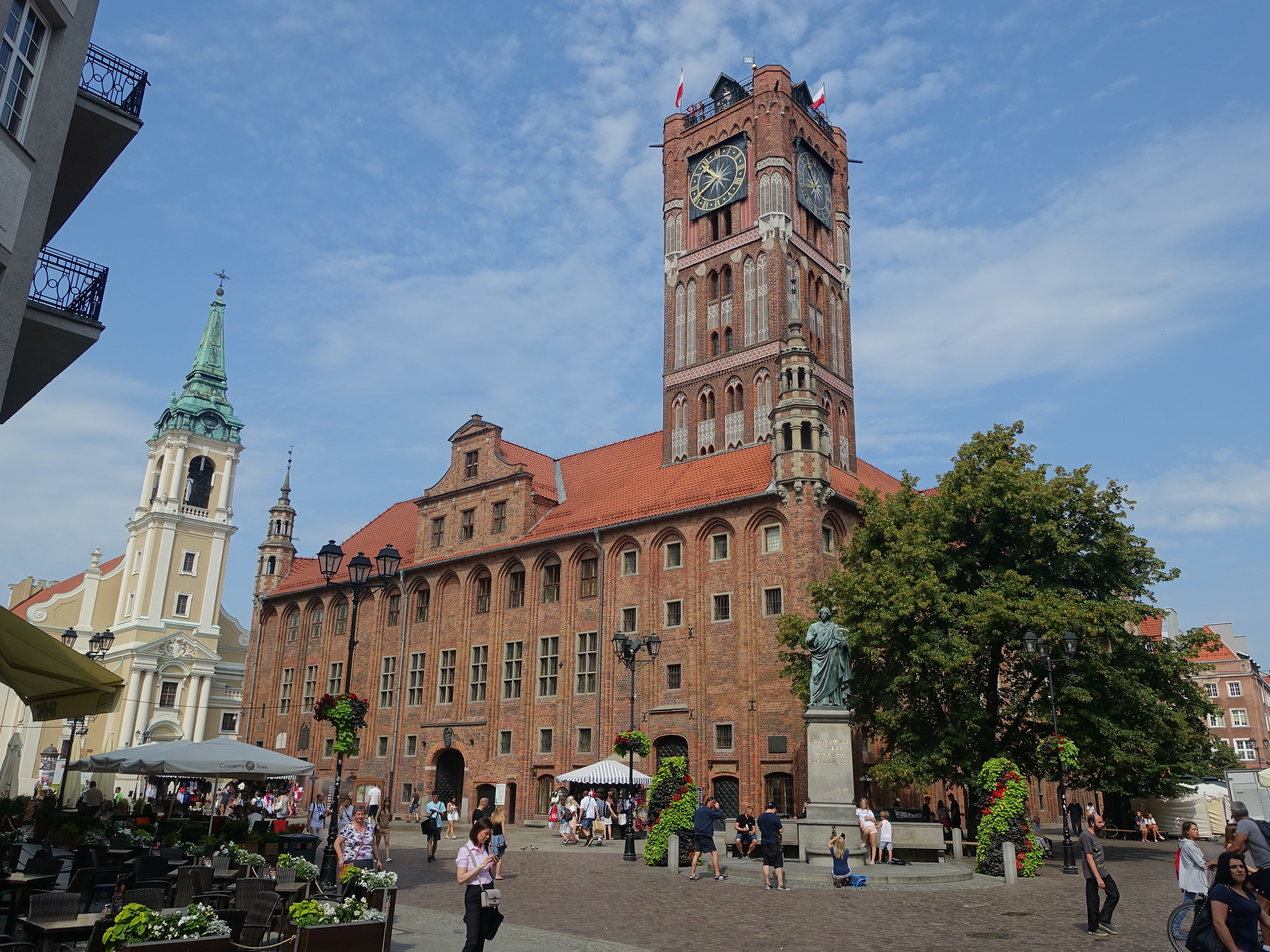
Rathaus

Der große Bau auf dem Altstadtmarkt in der Backsteingotik wurde im 13. Jahrhundert errichtet und im Laufe der Jahre bis ins 18. Jahrhundert im Barockstil umgebaut. Während der Belagerung von Thorn durch Karl XII. von Schweden brannte das Rathaus am 14. September 1703 nieder, und ein Großteil der darin aufbewahrten Dokumente wurde ein Raub der Flammen. So verbrannten die Acta consularia, die seit 1345 geführt worden waren, ferner die Bürgerbücher, das Kürbuch und viele andere für die Geschichte der Stadt und für die Biographie des Kopernikus wichtige Dokumente. Bedingt durch die Kriegsschäden, die immer wieder zu zahlenden Kontributionen und die 1708 ausgebrochene Pest, welche die Stadt verarmen ließen, zog sich die Wiederherstellung des Rathauses über einen langen Zeitraum hin. Der Beschluss zur Wiederherstellung war 1722 gefasst worden, doch erst fünf Jahre später konnte das Gebäude wieder mit einem Dach versehen werden. Endgültig abgeschlossen waren die Wiederherstellungsarbeiten erst 1737. Im 19. Jahrhundert wurde das Rathaus um eine Etage aufgestockt, so einfühlsam, dass dies nur Eingeweihten auffällt. Früher war es ein Verwaltungs- und Handelszentrum, gegenwärtig befindet sich dort das Heimatmuseum. Zum Rathaus gehört ein 40 Meter hoher Turm, der zur Stadtbesichtigung zugänglich ist. Das Gebäude ist das architektonische Vorbild für das Rote Rathaus in Berlin. Vor dem Rathaus befindet sich ein Nikolaus-Kopernikus-Denkmal und die Darstellung eines Flissaken; diese Weichselflößer rasteten bis ins frühe 20. Jahrhundert auf den Stufen des Kopernikusdenkmals.

### Dom St. Johannes
Die sowohl Johannes dem Täufer als auch dem Evangelisten Johannes geweihte Kirche aus dem 13. Jahrhundert ist eines der ältesten Sakralgebäude im Kulmerland. Schon immer war diese Kirche die wichtigste in der Stadt, zunächst als Pfarrkirche der Toruńer Altstadt, dann als Hauptgotteshaus der vereinigten Alt- und Neustadt und schließlich als Dom der neu eingerichteten Toruńer Diözese. Im 14. und 15. Jahrhundert wurde die Kirche fortlaufend ausgebaut. Die Arbeiten wurden kurzzeitig unterbrochen, weil 1351 ein Brand einen Teil des Gotteshauses zerstörte. Am Nord- und Südschiff wurden einige Kapellen angebaut. Auf diese Weise wurde die Kirche verbreitert und bis auf 56,2 Meter verlängert und sie erhielt eine Arkade an der Westseite und einen Turm. Das Gotteshaus wurde auf die gegenwärtige Höhe von 27,3 Metern gebracht. 1406 stürzte der Kirchturm ein. Bald begann der Bau des neuen Turmes mit einer Höhe von 52 Metern. Die Arbeiten standen unter Leitung des Baumeisters Johann Gotland und waren bis 1433 vollendet. Im 15. Jahrhundert erhielt Baukörper der Kirche, der mit seiner Größe und Dekorationsfülle imponiert, seine endgültige Gestalt. Charakteristisch ist der Klang der Kirchenglocke, 1500 in einer Toruńer Glockengießerei hergestellt, die Tuba Dei genannt wird. Sie hat einen Durchmesser von 2,17 Meter und ein Gewicht von 7200 Kilogramm. Sie ist jetzt die zweitgrößte Glocke Polens. Infolge der Reformation trat die Gemeinde 1530 zum evangelischen Glauben über. Von 1583 bis 1596 nutzten Protestanten und Katholiken sie gemeinsam. In diesen Jahren wurde das Innere der Kirche verputzt und übertüncht, wobei die Wandgemälde des 14. und 15. Jahrhunderts verschwanden. Zu Beginn des 21. Jahrhunderts sind die Gemälde teilweise wieder freigelegt und sichtbar (hauptsächlich im Presbyterium und an der Ostwand). Sie zeugen vom Reichtum der mittelalterlichen Ausschmückung der Wände. Als Eingang in die Kirche dient die mit einer zierlichen Ziegel-Attika geschmückte Nordvorhalle. Das Innere wird von den gewaltigen Kirchenschiffen, den Sterngewölben und einer reichen Ausstattung beherrscht.

### Marienkirche
Das Gotteshaus heißt mit vollständigem Namen: Kirche der Himmelfahrt der Jungfrau Maria (poln.: Kościoł Wniebowzięcia WNP) Gotische Kirche aus dem 14. Jahrhundert mit historischen Wandgemälden (um 1380). Dort befindet sich auch das Mausoleum von 1636 für Prinzessin Anna Wasa von Schweden (* 7. Mai 1568; † 26. Februar 1625), Schwester des polnischen und schwedischen Königs Sigismund III. Wasa.
Die Kirche ist 27 m hoch und ein Beispiel der so genannten „Hohen Halle“. Sie hat drei gleich hohe Schiffe mit Sterngewölben. Die Kirche wurde ohne Turm ausgeführt, weil die bauausführenden Franziskaner das als Ordensregel hatten. Das erhaltene Chorgestühl stammt aus dem 15. Jahrhundert. Aus der Klosterzeit hat sie im Zugangsbereich noch die Reste eines Kreuzganges.

### Weitere bedeutende Einzelbauten

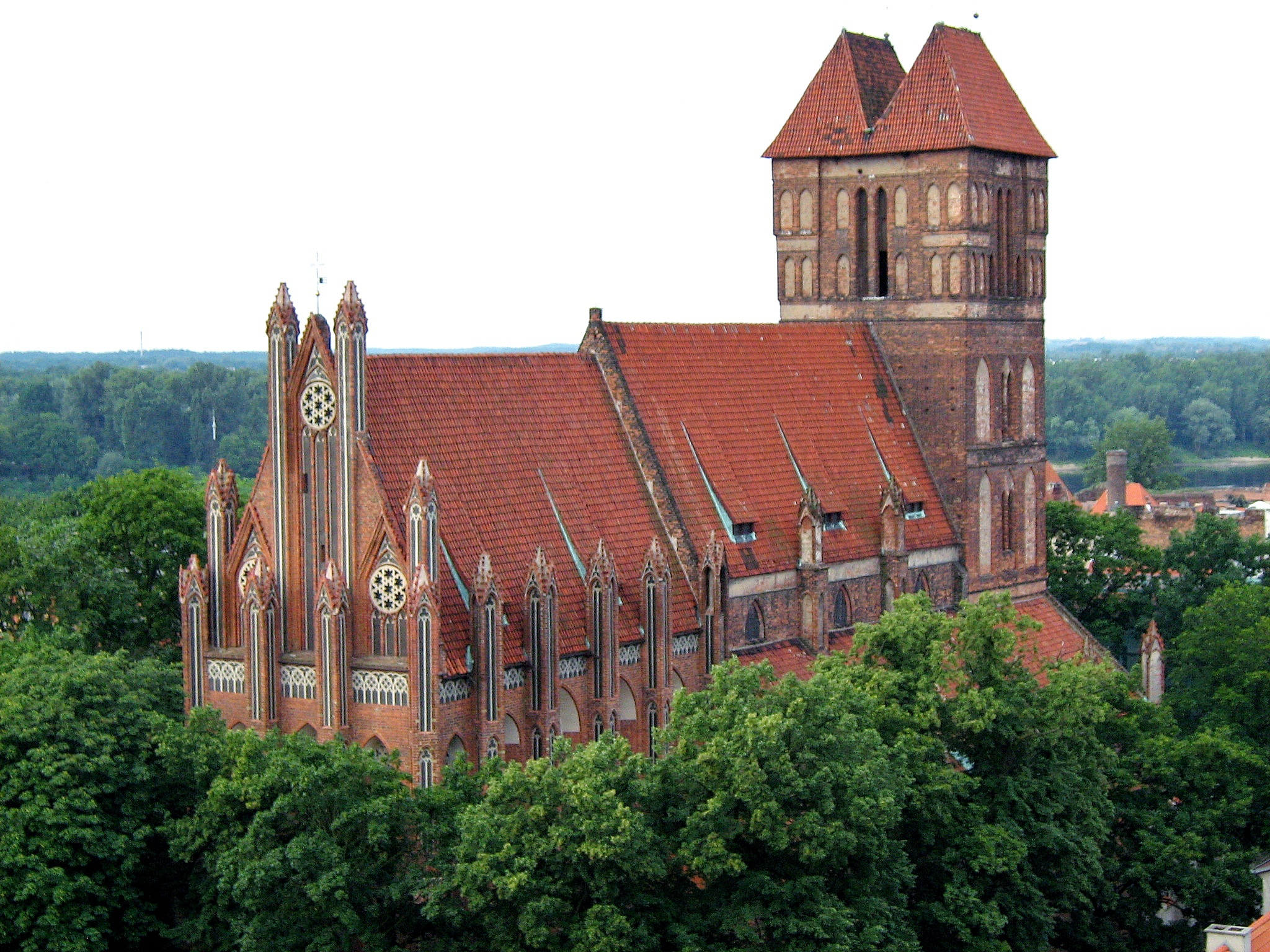
Jakobskirche

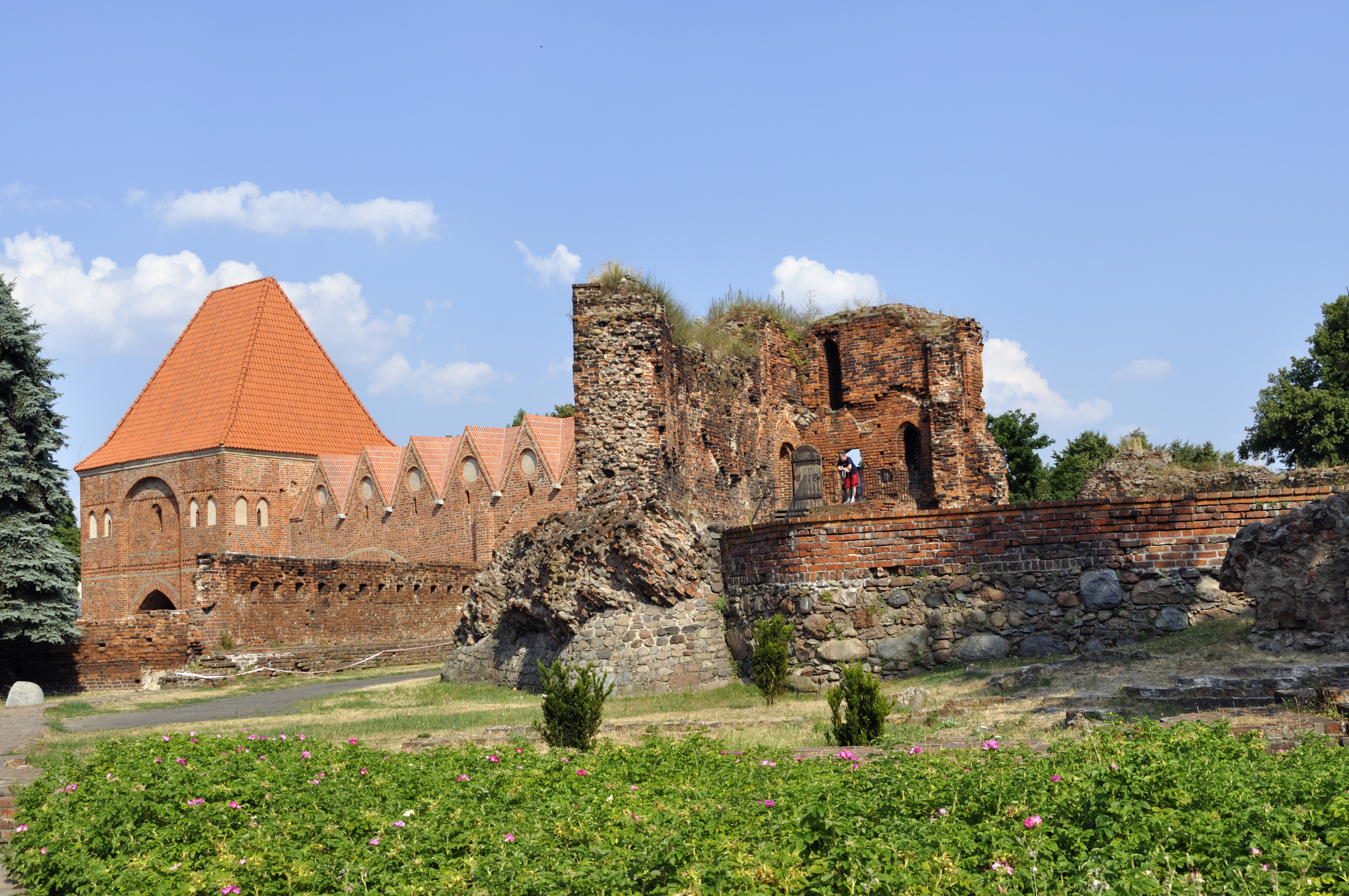
Ordensburg mit restauriertem Dansker

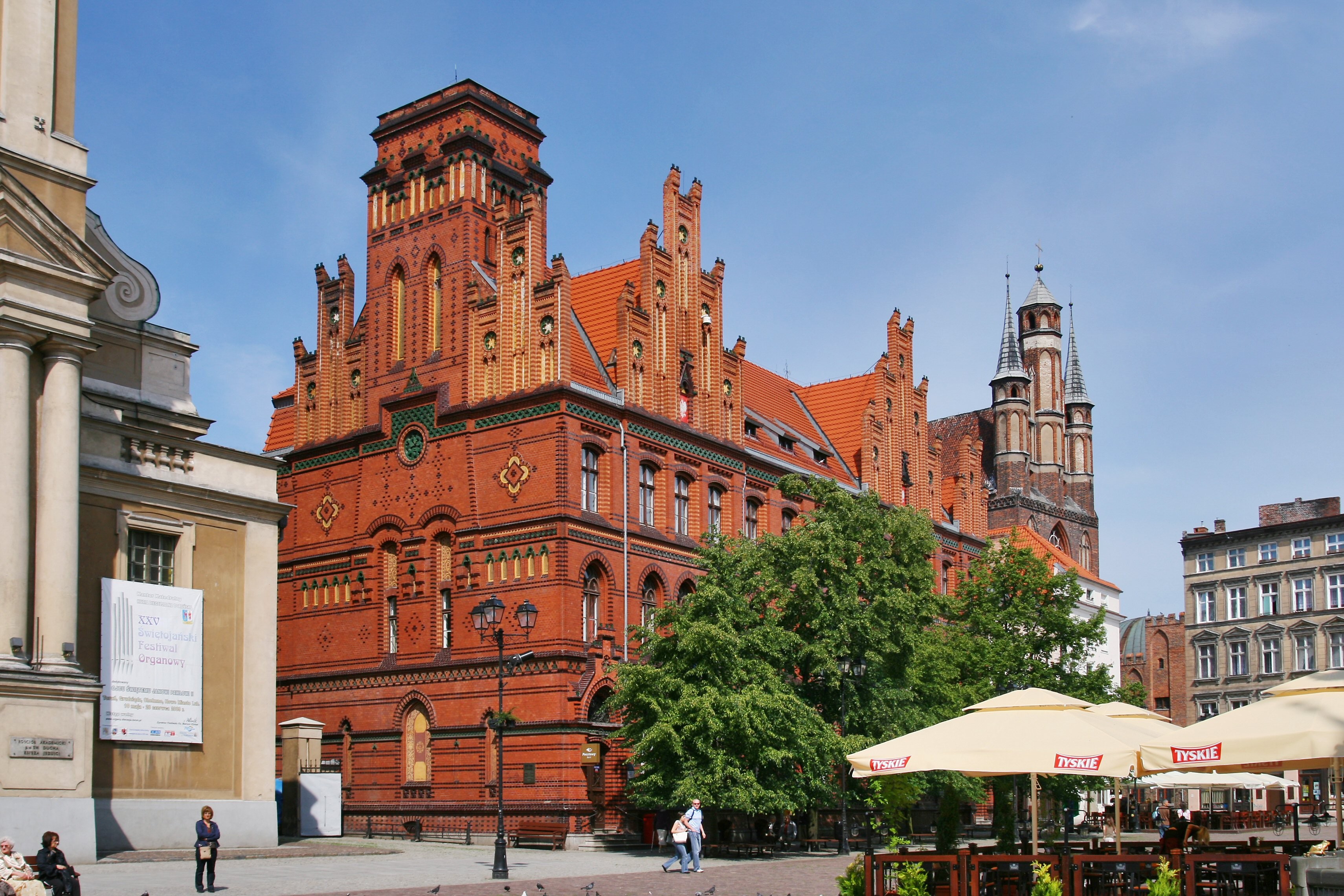
Hauptpost

- Jakobskirche, als Pfarrkirche der Neustadt 1309 errichtet
- Heilig-Geist-Kirche, dreischiffiges spätbarockes Bauwerk, ehemals evangelische Stadtpfarrkirche. Wegen der städtischen Auflagen wurde der Kirchturm erst Ende des 19. Jahrhunderts von Hugo Hartung neobarock ergänzt. Seit 1945 ist die Kirche im Besitz der Jesuiten.
- Artushof
- Ruine der Ordensburg Thorn des Deutschen Ordens aus dem 14. Jahrhundert, wobei älteste Gebäudeteile archäologisch um 1240 datiert werden. Ungewöhnliche Dreiecksform mit östlich vorgelagertem Dansker, der als Wehrturm aber auch mit der Brücke über dem Kanal als Toilette diente.
- Junkerhof
- „Haus unter dem Stern“ am Altstadtmarkt, barockes Bürgerhaus des 17. Jahrhunderts, eines der besterhaltenen Gebäude dieser Epoche mit filigraner Fassadengestaltung.
- Das „Esken-Palais“, auch „Roter Speicher“, wegen der roten Backsteine genannt, stammt von 1590. Das Palais wurde im 19. Jahrhundert zum Speicher umgebaut
- Das „Dambski-Palais“ aus dem Barock, erbaut 1693 als Sitz des Bischofs. Mit reichen Fassadengliederungen und figürlichen Elementen
- Das „Nikolaus-Kopernikus-Museum“, im Stil der Backsteingotik im 14. Jahrhundert erbautes Giebelhaus, in dem 1473 Kopernikus geboren wurde.
- verschiedene Kornspeicher vom 14. bis 17. Jahrhundert
- Verteidigungssystem aus dem 13. und 14. Jahrhundert mit Stadtmauer, einigen Basteien, Türmen und Stadttoren:
  - Nonnentor
  - Seglertor
  - Brückentor[40], auch Fährtor genannt
  - Schiefer Turm
  - Junkerhof
  - Bastei Monstranz
  - Bastei Katzenkopf
- Befestigungsringe im Stadtvorfeld von 1824 und 1910 mit 12 Forts
- Kranturm
- Hauptpost
- Stadttheater (jetzt Teatr im. Wilama Horzycy), erbaut 1903–1904 im Wiener Jugendstil vom Büro Fellner & Helmer, 842 Plätze

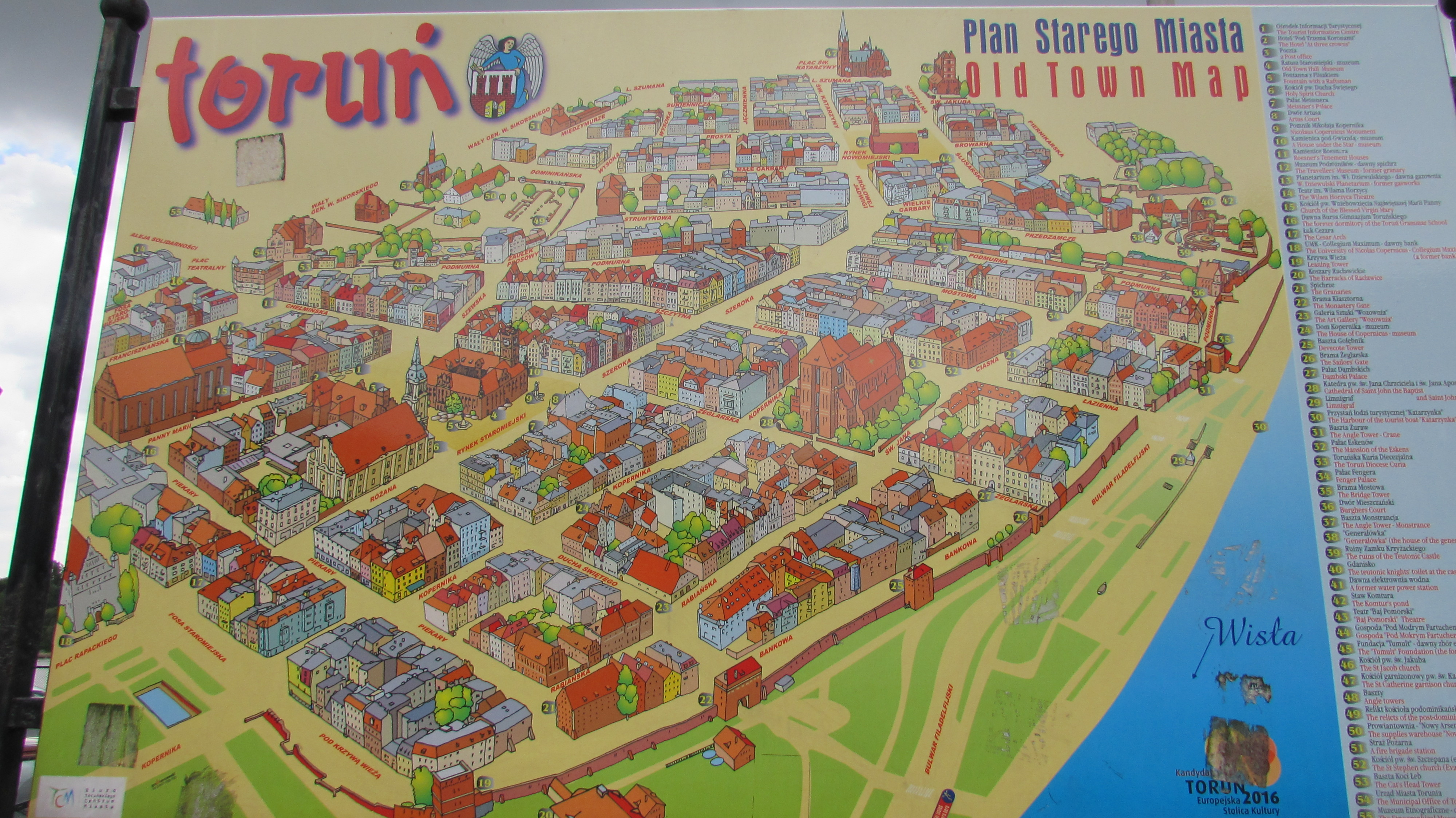
Darstellung der Altstadt

- Philadelphiaboulevard

### Baudenkmäler außerhalb der Altstadt
- Burg Thorn

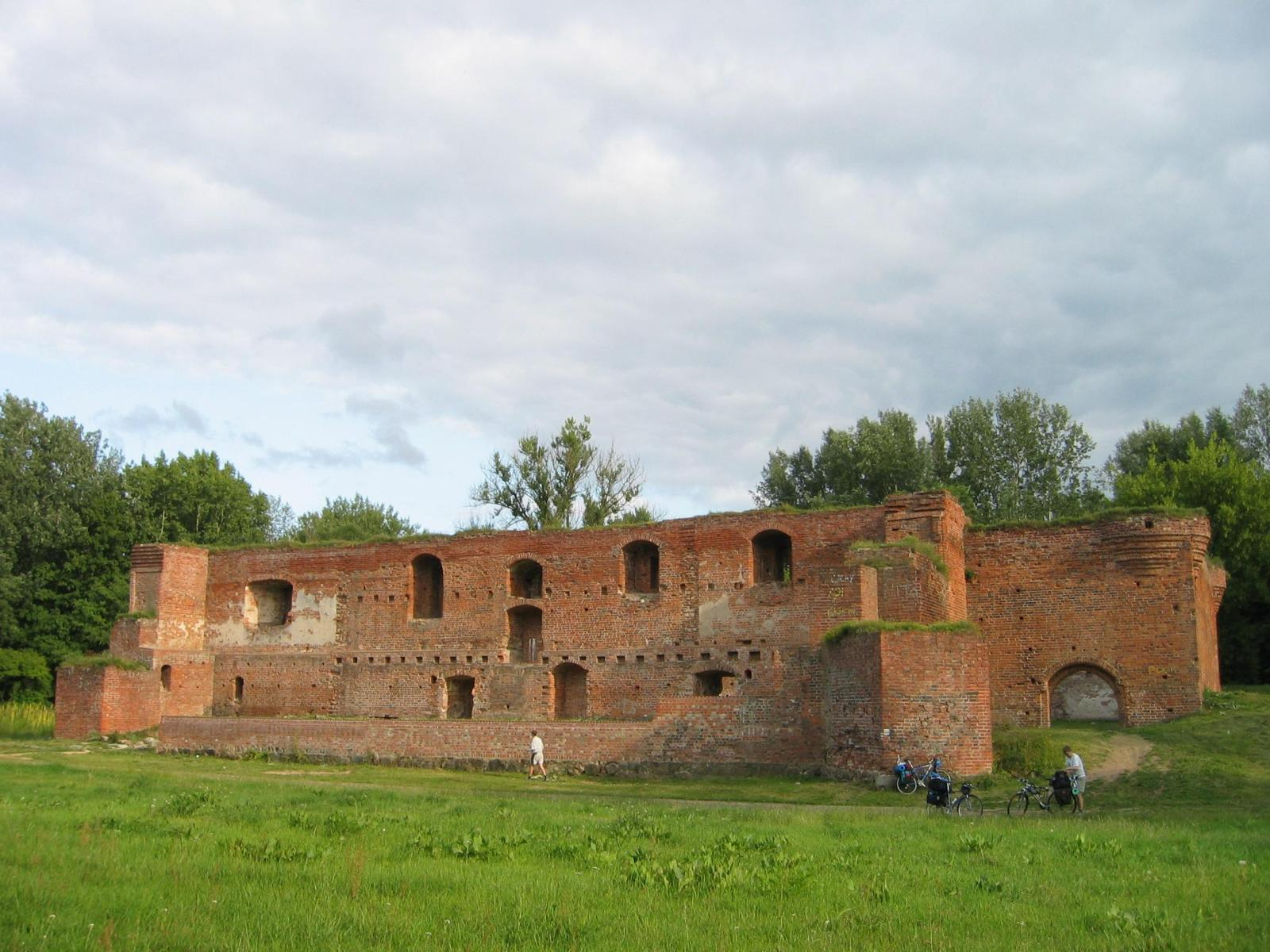
Burg Dybow

- Burg Dybow, auf dem linken Weichselufer 250 m westlich der jetzigen Piłsudski-Brücke. Erbaut wurde die 40 mal 50 m große Anlage 1424–1428 unter Władysław II. Jagiełło als polnische Grenzfestung in gut einem Kilometer Abstand schräg gegenüber der 800 m flussaufwärts gelegenen Ordensburg.
- Fort IV der Festung in Toruń
- Sanktuarium der Jungfrau Maria Stern der Neuevangelisierung und des hl. Johannes Paul II.

## Museen
- Stadtmuseum im Altstadtrathaus  Muzeum Okręgowe – Ratusz Staromiejski, Adresse: Rynek Staromiejski 1
  - Ruine der Burg des Deutschen Ordens Ruiny Zamku Krzyżackiego in der Przedzamcze-Straße
  - Kopernikus-Haus Dom Kopernika in der Kopernika-Straße 15/17
  - Esken-Palais Czerwony Spichrz, war Sitz der angesehenen Thorner Bürgerfamilie
Die Familie wurde von Erasm Esken, der im 15. Jahrhundert aus Friesland nach Thorn gekommen war, gegründet. Seit den 1990er Jahren ist es Museum für Stadtgeschichte.
- Volkskunde-Museum Muzeum Etnograficzne mit einem Artillerie-Zeughaus von 1824 am Rande der Altstadt in einer Parkanlage
 Es ist eine Freiluftsammlung von historischen bäuerlichen Holzgebäuden, die überwiegend im 18. und 19. Jh. in Pommern entstanden. Adresse: Wały, gen. Sikorskiego-Straße 19
- Universitätsmuseum für Naturkunde in der Gagarina-Straße 9, präsentiert Ausstellungen zu den Themenbereichen:
  - Fauna- und Florasammlungen mit Exponaten aus aller Welt
  - Erdgeschichte
  - Zoologie mit Tierexponaten, unter anderem eine Überseefischzucht von Buntbarschen
- Freilichtmuseum der Panzerfortifikation Festung Thorn
- Pfefferkuchen-Museum (Muzeum Toruńskiego Piernika)

## Regelmäßige Kulturveranstaltungen
- Es gibt ein regelmäßiges Musikfestival Probaltika, zu dem jedes Jahr im Mai Konzerte und Ausstellungen stattfinden.
- Ein weiteres Musikfestival, Musik und Architektur, findet im Sommer statt. Die Konzerte werden aufgeführt, u. a. im Bürgerhaus Unter dem Stern am Altstadtmarkt, im Rathaus, im Artushof sowie in den Kirchen.
- In Toruń findet das Internationale Filmfestival „TOFIFEST“ statt, am 19. – 27. Oktober 2019 fand das Festival des unabhängigen Kinos zum 17ten Mal statt.[41]
- Gemeinsam mit der Partnerstadt Göttingen verleiht Toruń alljährlich den Samuel-Bogumil-Linde-Preis zur Erinnerung an den Sohn der Stadt Samuel Bogumil Linde.

## Sport
- Angels Toruń, American Football (Jakub Mazan)
- Apator Toruń, Speedway
- Elana Toruń, Fußball
- Twarde Pierniki Toruń, Basketball
- Motoarena Toruń
- KS Toruń, Eishockey
- Mehrzweckhalle Arena Toruń. Anfang März 2021 Austragungsstätte der Leichtathletik-Halleneuropameisterschaften.

## Umgebung
In der Nähe von Toruń, in der Ortschaft Piwnice, befinden sich zwei Radioteleskope, eines mit 15 Metern Durchmesser, errichtet 1976, und eines mit 32 Metern Durchmesser, errichtet 1987. Letzteres wird auch im Rahmen von VLBI-Beobachtungen eingesetzt.

## Kulinarische Spezialitäten
Die Thorner Katrinchen, ein Lebkuchengebäck, sollen im 16. Jahrhundert im Kloster von Thorn erfunden worden sein.

## Stadtteile und Verwaltungsgliederung

Stadtbezirke von Toruń

| polnischer Name                     | Nr. im Plan | deutscher Name                             |
| ----------------------------------- | ----------- | ------------------------------------------ |
| Starotoruńskie Przedmieście         | 01          | noch als Dorf: Alt-Thorn                   |
| Barbarka                            | 02          | Barbarken (1942–1945 Barbarahof)           |
| Bielany                             | 03          | Weißhof                                    |
| Bydgoskie Przedmieście              | 04          | Bromberger Vorstadt                        |
| Wrzosy                              | 05          | Schönwalde                                 |
| Koniuchy                            | 06          |                                            |
| Chełmińskie Przedmieście            | 07          | Culmer Vorstadt (1939–1945 Kulmer V.)      |
| Rybaki (mit Port Drzewny)           | 08          | Holzhafen                                  |
| Stare Miasto                        | 09          | Altstadt                                   |
| Katarzynka                          | 10          | Katharinenflur                             |
| Mokre                               | 11          | Mocker                                     |
| Jakubskie Przedmieście              | 12          | Jakobs Vorstadt (1905–1945 Jakobsvorstadt) |
| Rubinkowo                           | 13          | Rubinkowo (1905–1945 Bachau)               |
| Winnica                             | 14          | Weinberg                                   |
| Grębocin nad Strugą                 | 15          | Gremboczyn (1909–1945 Gramtschen)          |
| Bielawy                             | 16          | Bielawy (1942–1945 Austrieb)               |
| Na Skarpie                          | 17          | Treposch (1942–1945 Dreibusch)             |
| Kaszczorek                          | 18          | Kaschorek (1942–1945 Hohenkloster)         |
| Piaski (Kluczyki und Kępa Bazarowa) | 19          | Bazarkämpe, Buzarkämpe                     |
| Podgórz                             | 20          | Podgorz (1942–1945 Amberg)                 |
| Glinki                              | 21          | Glinke                                     |
| Stawki                              | 22          | Stewken                                    |
| Rudak                               | 23          | Rudak (1942–1945 Rodeck)                   |
| Czerniewice                         | 24          | Czernewitz (1942–1945 Schwarzwalde)        |

## Brücken

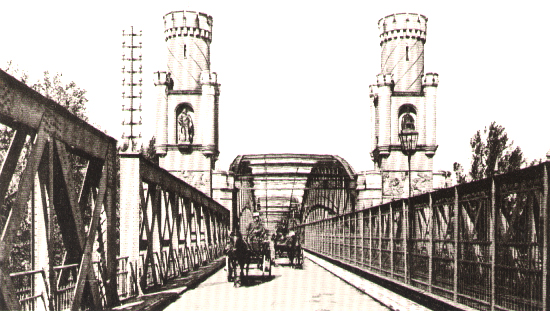
Kombinierte Eisenbahn- und Straßenbrücke Anfang des 20. Jahrhunderts

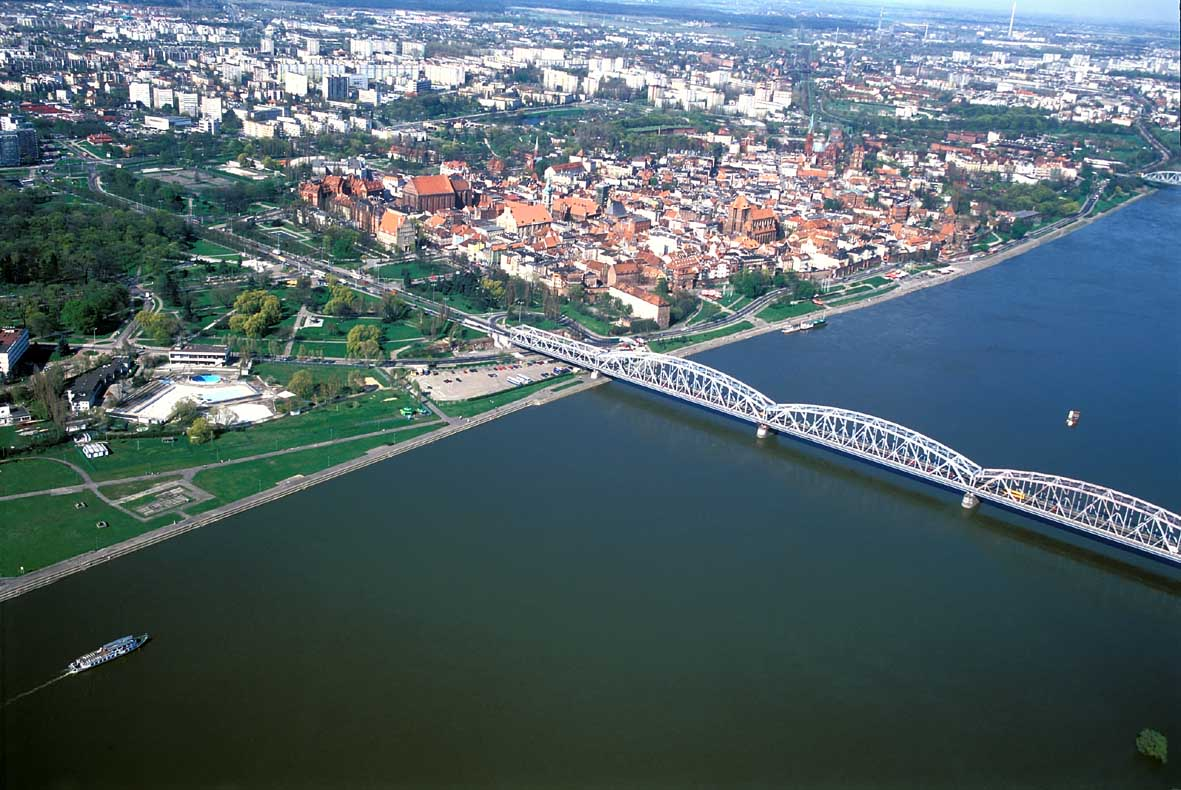
Piłsudski-Brücke, Altstadt und Nordende der Eisenbahnbrücke

Im 21. Jahrhundert gibt es in und bei Toruń vier Weichselbrücken:
- Eisenbahnbrücke Ernest Malinowski am Ostrand der Innenstadt
- Józef-Piłsudski-Straßenbrücke am Westrand der Altstadt
- Autobahnbrücke 11 km stromaufwärts der Eisenbahnbrücke
- Bau der vierten Brücke 2010–2013

Die erste Brücke über die Weichsel in der Stadt wurde 1500 gebaut und war damals die längste Holzbrücke Polens und eine der längsten in Europa. Ihr Nordende lag an der Grenze von Altstadt und Neustadt in der späteren Ulica Mostowa (Brückenstraße). 1872/1873 wurde am Ostrand der Innenstadt die stählerne Eisenbahnbrücke als kombinierte Bahn- und Straßenbrücke errichtet, mit einem Gleis und einer schmalen Fahrbahn. Ihre Stützpfeiler am Ufer waren mit gemauerten Türmchen und in Nischen eingestellte Skulpturen geschmückt. Die Gestaltung erfolgte durch den Architekten Johann Heinrich Strack. Die Holzbrücke von 1500 fiel 1877 einem Brand zum Opfer und wurde nicht wieder aufgebaut. Über fünf Jahrzehnte gab es wieder nur eine Weichselbrücke in der Stadt.
Pläne für den Bau einer neuen Straßenbrücke gab es schon vor 1918. Sie sollte am Nordende in die Seglerstraße (seit 1919 Źeglarska) in der Altstadt münden. Die Józef-Piłsudski-Brücke wurde aber erst 1928 bis 1934 am Westrand der Altstadt gebaut. Anschließend wurde die Eisenbahnbrücke für den Straßenverkehr gesperrt. Die Stahlkonstruktion der Straßenbrücke stammte von einer 1905–1909 gebauten Eisenbahnbrücke zwischen dem gerade polnisch gewordenen Opalenie (Münsterwalde) und der Stadt Marienwerder (eingemeindet als Kwidzyn), die durch ihre neu entstandene Grenzlage bedeutungslos geworden war und deren Material für zwei neue Brücken reichte. Aus der anderen Hälfte wurde in Konin eine Brücke über die Warthe gebaut.
Im Zweiten Weltkrieg wurden beide Thorner Weichselbrücken zweimal gesprengt, 1939 von der abrückenden polnischen Armee 15 Stunden vor der deutschen Besetzung, 1945 von der Wehrmacht, die vor der Roten Armee zurückweichen musste.
Zwischenzeitlich war die Eisenbahnbrücke wieder hergerichtet und anstelle der stählernen Straßenbrücke provisorisch eine hölzerne errichtet worden. Nach dem Krieg wurde die Eisenbahnbrücke 1948 wieder aufgebaut, die Straßenbrücke 1950.
Die dritte Brücke, die Autobahnbrücke der polnischen A1 von Danzig nach Krakau liegt genau genommen südlich von Toruń knapp außerhalb der Stadtgrenzen. Sie wurde von 1992 bis 1998 zwischen den Dörfern Brzoza (Balkau) im Westen und Grabowiec (Grabowitz) im Osten bisher erst in halber Breite gebaut und nach der Polnische Heimatarmee (Armia Krajowa) benannt. Seit 2010 wurde sie auf die volle Breite ausgebaut, aber in der A1 klafft südlich der Brücke immer noch eine Lücke von Toruń bis hinter Kowal.
Im Herbst 2010 ist der Spatenstich für eine vierte Weichselbrücke, die Gen.-Elżbieta-Zawacka-Brücke zwischen den Stadtteilen Winnica (Weinberg) am rechten und Rudak am linken Weichselufer erfolgt. Diese Brücke wurde am Wochenende 6. bis 8. Dezember 2013 mit einem Brückenfest eingeweiht. Sie mündet in den Daszyński-Platz, der von der Marek-Sudak-Brücke überquert wird.

## Eisenbahn
Die wichtigsten Bahnhöfe der Stadt sind
- Toruń Główny (Hauptbahnhof, ursprünglich „Thorn Vorstadt“, links der Weichsel gegenüber der Altstadt), dort setzt sich die Bahnstrecke von Posen nach Insterburg fort.
- Toruń Miasto (Stadtbahnhof, rechts der Weichsel am Ostrand der Altstadt)

## Öffentlicher Personennahverkehr

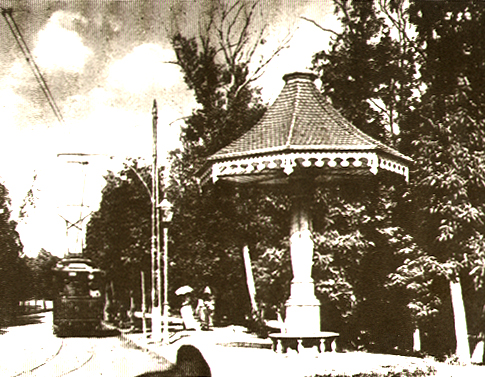
Straßenbahnhaltestelle in Thorn, 1913

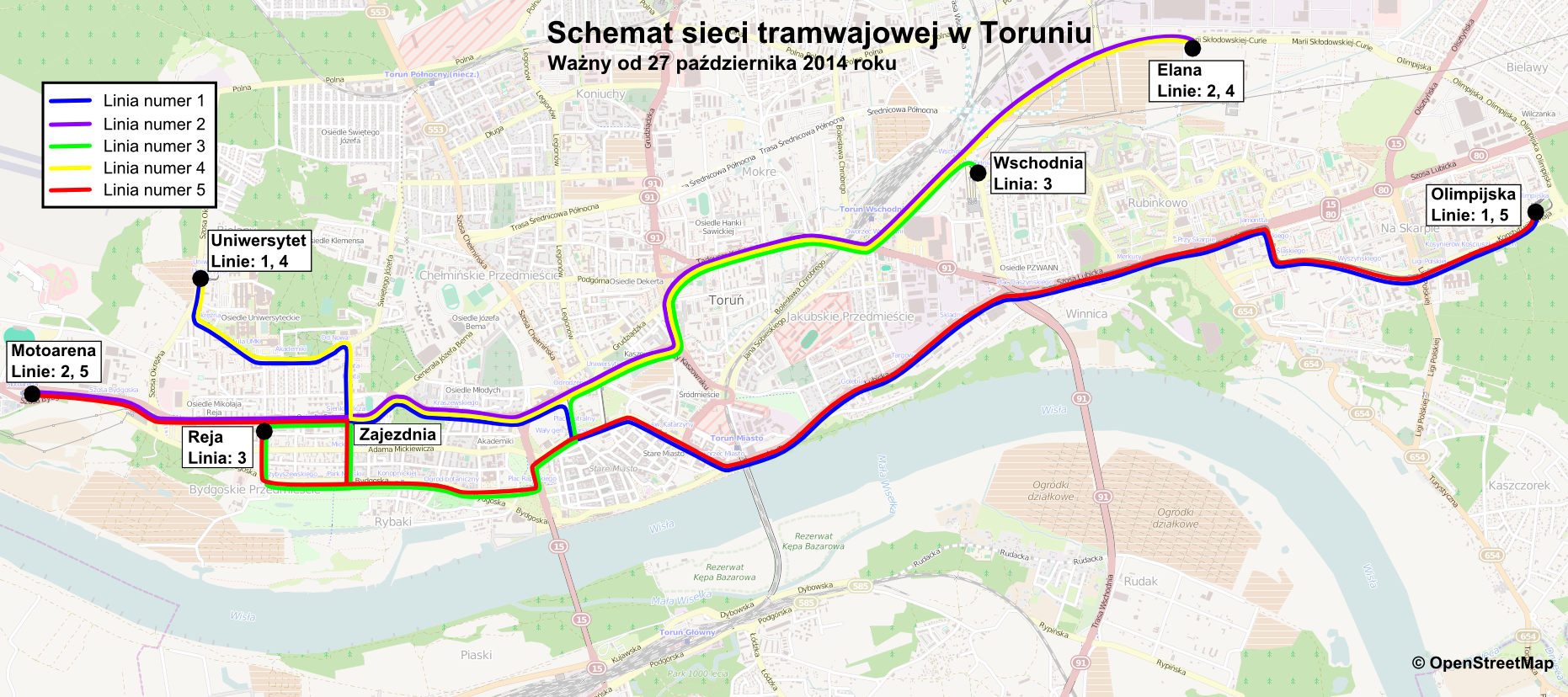
Liniennetz der Toruńer Straßenbahn, 2014

Die Straßenbahn Toruń und Stadtomnibusse in Toruń werden von dem städtischen Verkehrsbetrieb Miejski Zakład Komunikacji w Toruniu (MZK Toruń) betrieben. Gemäß einem Vertrag vom 1. August 1890 eröffnete die in Berlin ansässige Gesellschaft Havestadt & Contag am 16. Mai 1891 die erste Straßenbahnlinie in Thorn als Pferdebahn. Die Linie verband den Stadtbahnhof (späterer Toruń Miasto) mit der damaligen Bromberger Vorstadt. Die Spurweite beträgt seitdem 1000 mm. Ab dem 1. Februar 1899 verkehrte auf derselben Linie die erste Elektrische. Neben den ersten fünf Triebwagen fuhren zunächst weiterhin von Pferden gezogene Wagen. Am 21. Dezember 1901 ging die Lizenz zum Betrieb der Thorner Straßenbahn an die Elektrizitätswerke Thorn über. Die Werke verlegten zwei weitere Linien Ende 1899, die am 23. Oktober 1907 in Betrieb genommen wurden. 1908 standen 15 Triebwagen und 3 Beiwagen zur Verfügung. Sogar während des Ersten Weltkriegs wurde der Wagenpark erweitert und eine Linie verlängert. Bald nach dem Übergang der Stadt unter polnische Hoheit wurden weitere neue Straßenbahnwagen gekauft. Ab dem 16. November 1924 kamen auch Stadtomnibusse zum Einsatz. Im ersten Quartal 1939 hatte das Straßenbahnnetz in Toruń eine Gesamtlänge von 19,5 km, davon 2,5 km ohne Linienverkehr.
Im Zweiten Weltkrieg wurde die Straßenbahnlinie zum Hauptbahnhof durch die Zerstörung der Józef-Piłsudski-Brücke unterbrochen, nach Bau einer hölzernen Behelfsbrücke durch eine Buslinie ersetzt. Nach dem Ende des Krieges, schon am 1. Mai 1945 konnte der Straßenbahnverkehr in der kaum zerstörten Stadt wieder aufgenommen werden, bis zum Ende des Monats wieder auf drei Linien. Ab dem 9. Februar 1946 wurden auch wieder Autobusse in Betrieb genommen. Die Beschaffung neuer Busse begann 1952. Ende der 1950er Jahre hatte Toruń drei Buslinien, Ende der 1960er derer acht.
In den Jahren 1969 bis 1972 wurde eine neue Straßenbahnstrecke zu dem Textilwerk Merinotex gebaut, 1970 die Strecke durch die Altstadt, Teil der allerersten Strecke, stillgelegt. Zu Beginn des 21. Jahrhunderts hat das Straßenbahnnetz eine Länge von 22 km, auf denen vier Taglinien und eine Nachtlinie verkehren. Das städtische Busnetz umfasst 37 Tag- und 3 Nachtlinien. Die Fahrgastzahlen sind derzeit rückläufig: 1990 wurden 99,5 Millionen Personen befördert, 2000 waren es 76 Millionen, 2008 nur noch 46,5 Millionen. Die neueste Strecke im Netz ist der 2014 eröffnete Abzweig zur Universität im Nordwesten der Stadt.

## Ansässige Unternehmen
- Krajowa Spółka Cukrowa hat seinen Sitz in der Stadt und ist einer der größten Zuckerproduzenten Polens mit einem Produktionsanteil von 39,4 Prozent (Stand 2004/2005).
- Der Elektronikkonzern Sharp betreibt in Toruń eine LCD-TV-Fabrik.
- Die Firma Baus AT (Hersteller für Ambulanzfahrzeuge) hat ihren Sitz in Toruń
- Die Firma Neuca (Arzneimittelgroßhandel und -herstellung) hat ihren Sitz in Toruń

## Medien
- Polskie Radio Pomorza i Kujaw
- Radio Eska
- Radio Gra
- Radio Maryja
- Radio Plus
- Radio RMF FM
- Radio Sfera
- Radio WAWA
- Telewizja Polska
- TV Toruń (per Kabel, empfangen von ca. 120.000 Personen)
- TV TRWAM
- TVN, TVN 24

## Politik

### Stadtpräsident
An der Spitze der Stadtverwaltung steht ein Stadtpräsident, der von der Bevölkerung direkt gewählt wird. Seit 2024 ist dies Paweł Gulewski von der Platforma Obywatelska.
Bei der Wahl am 7. April 2024 trat sein Vorgänger Michał Zaleski, der seit 2002 amtiert hatte, wieder mit seinem eigenen Wahlkomitee an. Die Abstimmung brachte folgendes Ergebnis:
- Paweł Gulewski (Koalicja Obywatelska) 38,28 % der Stimmen
- Michał Zaleski (Wahlkomitee Michał Zaleski) 26,41 % der Stimmen
- Adrian Mól (Prawo i Sprawiedliwość) 12,79 % der Stimmen
- Bartosz Szymanski (Wahlkomitee „Aktiv für Toruń“) 9,08 % der Stimmen
- Piotr Wielgus (Lewica) 5,71 % der Stimmen
- Maciej Cichowicz (Konfederacja und unabhängige lokale Verwaltungen) 3,93 % der Stimmen
- Magdalena Noga  (Koalition „Bewegung der Stadt“) 2,34 % der Stimmen
- Dariusz Kubicki (Wahlkomitee „Ich liebe Toruń“) 1,46 % der Stimmen

Damit wurde keiner der acht Kandidaten im ersten Wahlgang gewählt und es kam zu einer Stichwahl der beiden Bestplatzierten am 21. April 2024 bei der sich Gulewski mit 65,0 % der Stimmen gegen den bisherigen Amtsinhaber Zaleski durchsetzte.
Bei der Wahl 2018 trat Amtsinhaber Zaleski mit einem eigenen Wahlkomitee an. Die Abstimmung brachte folgendes Ergebnis:
- Michał Zaleski (Wahlkomitee Michał Zaleski) 55,4 % der Stimmen
- Tomasz Lenz (Koalicja Obywatelska) 23,8 % der Stimmen
- Zbigniew Rasielewski (Prawo i Sprawiedliwość) 8,5 % der Stimmen
- Sylwia Kowalska (Wahlkomitee „Mein Toruń“) 7,0 %
- Sławomir Mentzen (Wahlkomitee Sławomir Mentzen) 3,9 % der Stimmen
- Übrige 1,4 % der Stimmen

Damit wurde Zaleski bereits im ersten Wahlgang wiedergewählt.

### Stadtrat
Der Stadtrat besteht aus 25 Mitgliedern und wird direkt gewählt. Die Stadtratswahl 2024 führte zu folgendem Ergebnis:
- Koalicja Obywatelska (KO) 39,3 % der Stimmen, 15 Sitze
- Prawo i Sprawiedliwość (PiS) 22,0 % der Stimmen, 6 Sitze
- Wahlkomitee Michał Zaleski 11,5 % der Stimmen, 4 Sitze
- Wahlkomitee „Aktiv für Toruń“ 7,6 % der Stimmen, kein Sitz
- Wahlkomitee Lewica 6,4 % der Stimmen, kein Sitz
- Trzecia Droga (TD) 4,5 % der Stimmen, kein Sitz
- Konfederacja und unabhängige lokale Verwaltungen 4,3 % der Stimmen, kein Sitz
- Koalition „Bewegung der Stadt“ 2,8 % der Stimmen, kein Sitz
- Wahlkomitee „Ich liebe Toruń“ 1,8 % der Stimmen, kein Sitz

Die Stadtratswahl 2018 führte zu folgendem Ergebnis:
- Koalicja Obywatelska (KO) 29,9 % der Stimmen, 10 Sitze
- Wahlkomitee Michał Zaleski 27,7 % der Stimmen, 8 Sitze
- Prawo i Sprawiedliwość (PiS) 23,0 % der Stimmen, 6 Sitze
- Wahlkomitee „Mein Toruń“ 9,8 % der Stimmen, 1 Sitz
- Sojusz Lewicy Demokratycznej (SLD) / Lewica Razem (Razem) 4,2 % der Stimmen, kein Sitz
- Kukiz’15 3,1 % der Stimmen, kein Sitz
- Wahlkomitee Sławomir Mentzen 2,3 % der Stimmen, kein Sitz

### Partnerstädte

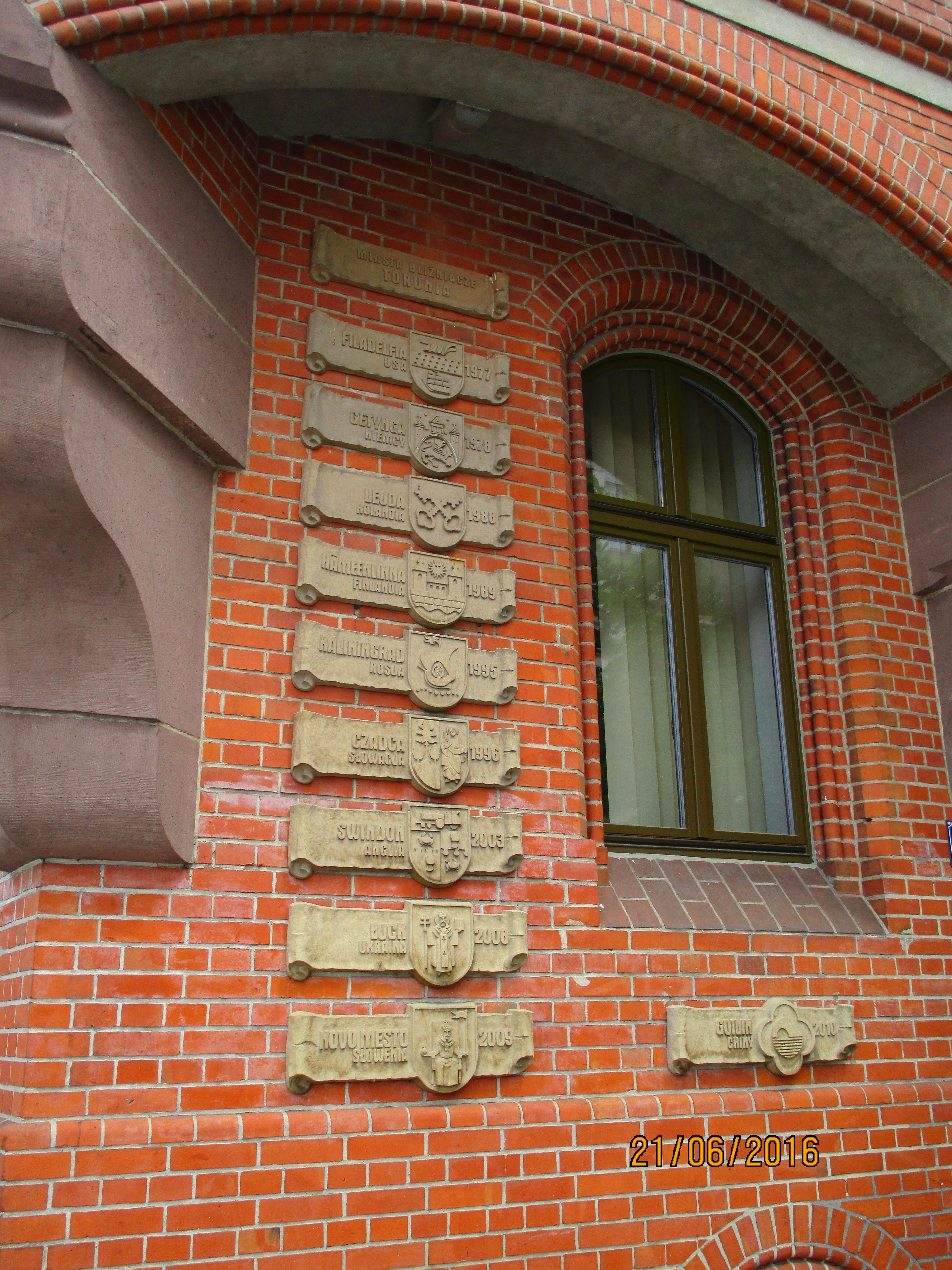
Plaketten der Partnerstädte am Verwaltungsgebäude Toruń

Toruń hat elf Partnerstädte:
| Stadt        | Land                   | seit |
| ------------ | ---------------------- | ---- |
| Angers       | Frankreich             | 2016 |
| Čadca        | Slowakei               | 1996 |
| Göttingen    | Deutschland            | 1978 |
| Guilin       | Volksrepublik China    | 2010 |
| Hämeenlinna  | Finnland               | 1989 |
| Kaunas       | Litauen                | 2016 |
| Leiden       | Niederlande            | 1988 |
| Luzk         | Ukraine                | 2008 |
| Novo Mesto   | Slowenien              | 2009 |
| Philadelphia | Vereinigte Staaten     | 1976 |
| Swindon      | Vereinigtes Königreich | 2003 |

## Persönlichkeiten
Bekanntester Sohn Thorns ist Nikolaus Kopernikus (1473–1543), einer der bedeutendsten Astronomen der Neuzeit, der in seinem Hauptwerk De revolutionibus orbium coelestium das heliozentrische Weltbild des Sonnensystems formulierte.

### Ehrenbürger u.a.
- Julius Bergenroth (1817–1896), Altphilologe, Oberlehrer am Thorner Gymnasium, Mitglied des Preußischen Abgeordnetenhauses

### Söhne und Töchter der Stadt

#### 1375–1800
- Johannes Abezier (1375–1424), Bischof von Ermland
- Lukas Watzenrode der Ältere (1400–1462), Bürger und Handelsmann in Thorn
- Lucas Watzenrode (1447–1512), Fürstbischof des Ermlandes
- Nikolaus Kopernikus (1473–1543), Domherr im Ermland, Mathematiker, Arzt, Astronom
- Heinrich Stroband (1548–1609), Jurist und Thorner Bürgermeister
- Fabian Neisser (1559–1605), Maler
- Adam Freitag (1608–1650), Arzt, Mathematiker und Hochschullehrer, Kriegsbaumeister
- Daniel Römer (1617–1700), lutherischer Geistlicher, Generalsuperintendent der Niederlausitz
- Michael Bapzien (1628–1693), Kantor an der evang. Marienkirche
- Jakob Heinrich Zernecke (1672–1741), Bürgermeister und Chronist der Stadt Thorn
- Ephraim Schröger (1727–1783), Architekt
- Samuel Luther von Geret (1730–1797), evangelischer Theologe, Jurist und Politiker
- Samuel Thomas Soemmerring (1755–1830), Arzt (Anatom), Anthropologe, Paläontologe und Erfinder
- Johann Wilhelm Linde (1760–1840), Pfarrer und Schulinspektor in Danzig
- Friedrich Christian Kries (1768–1849), Mathematiker, Physiker und Pädagoge
- Samuel Linde (1771–1847), Sprachforscher, Lexikograf und Bibliothekar
- Ernst Gottfried Garbe († 1839), Gymnasiallehrer und Dichter[50]
- Anton von Radke (1796–1861), sächsischer Generalleutnant und Kommandant der Reiterei

#### 1801–1890
- Franz Winiewski (1802–1874), klassischer Philologe
- Eduard Rosenfeld (≈1804–1826), Zeichner
- Carl August Hube (1809–1893), Lithograf und Zeichenlehrer
- Theodor Körner (1810–1891), Oberbürgermeister von Thorn
- Theodor Neu (1810–1854), Maler, Zeichner und Lithograf
- Ernest Droese (1817–?), deutscher Missionar und Übersetzer
- Hermann Wiebe (1818–1881), deutscher Mühlenbau- und Maschinenbau-Ingenieur, Erster Rektor der Technischen Hochschule Berlin
- Isidor Henius (1820–1901), Begründer der modernen Aquavitherstellung in Dänemark[51]
- Leopold Prowe (1821–1887), Thorner Gymnasiallehrer, Historiker, erforschte Leben und Werk von Nicolaus Coppernicus
- August Böttcher (1825–1900), Physiker und Naturalienhändler
- Louise Peterson (1828–1902), Jugendschriftstellerin
- Adelheid Günther (1834–1865), Opernsängerin und Theaterschauspielerin
- Heinrich Wilken (1835–1886), Lustspielautor, Schauspieler und Theaterdirektor
- Salomon Kalischer (1844–1924), Chemiker und Physiker
- Hermann von Vietinghoff (1851–1933), Offizier
- Hartwig Hirschfeld (1854–1934), britischer Orientalist
- Paul Baehr (1855–1929), Dichter und Chronist
- Henny Neumann-Bock (1855–1942), deutsch-jüdische Konzertsängerin und Übersetzerin
- Moritz Baerwald (1860–1919), Politiker
- Luise Wolf (1860–1942), Literaturübersetzerin
- Paul Preuß (1861–1926), Botaniker und Forschungsreisender
- Siegfried Kalischer (1862–1954), Neurologe und Schriftsteller
- Rudolf Cramer von Clausbruch (1864–1916), Offizier, geboren auf Gut Czernewitz
- Julie Wolfthorn (1864–1944), Malerin
- Georg von Steinmann (1866–1938), Jurist und Landrat
- Paul Boethke (1872–1964), Konteradmiral
- Robert Müller (1872 – n. 1932), Verwaltungsbeamter und Politiker, Abgeordneter zum Preußischen Landtag
- Paul Schuelke (1873–1954), Landrat
- Reinhold Lauffmann (1876–1952), Gerbereichemiker
- Gustav Krüger (1878–1927), Schriftsetzer, Redakteur und Polizeipräsident in Magdeburg
- Roman Rittweger (1879–1938), Jurist, Verwaltungsbeamter und Politiker
- Hans Lohmeyer (1881–1968), Jurist und Verwaltungsbeamter
- Kurt Woelck (1882–1958), letzter Oberbürgermeister von Spandau
- Arthur Schaade (1883–1952), Semitist
- Herbert Ebel (1885–1963), Bergrechtler
- Alfred Wolff (1885–1917), Klassischer Philologe und Gymnasiallehrer
- Ernst Rotmund (1886–1955), Schauspieler
- Hermann Rauschning (1887–1982), Musikwissenschaftler, NSDAP-Politiker und Faschismustheoretiker
- Erwin Loewenson (1888–1963), Schriftsteller

#### 1891–1918
- Hans Brosius (1891–1969), Journalist und politischer Funktionär
- Herbert Sultan (1894–1954), Wirtschafts- und Sozialwissenschaftler
- Kurt Chill (1895–1976), Generalleutnant
- Gerhard Erdmann (1896–1974), Jurist und Verbandsfunktionär
- Franz Alfons Gayda (1896–1970), deutscher Journalist und Literaturkritiker
- Lotte Jacobi (1896–1990), Porträt-, Theater- und Kunstfotografin
- Gerd Briese (1897–1957), Schauspieler, Drehbuchautor, Regisseur und Intendant
- Wilhelm Wegner (1898–1972), Ophthalmologe und Hochschullehrer
- Willi Leisner (1899–1965), Publizist, Redakteur und Schriftsteller
- Siegmund Klein (1902–1987), deutsch-amerikanischer Kraftakrobat, Bodybuilder, Zeitschriftenverleger und Fitnessstudiobesitzer
- Erich Arthur Sodtke (1902–1992), Ingenieur
- Gerhard Uhde (1902–1980), Schriftsteller
- Hellmuth Lange (1903–unbekannt), Schriftsteller, Herausgeber und Verleger
- Erhard von Schmidt (1903–1994), Politiker
- Wilhelmina Iwanowska (1905–1999), Mathematikerin, Astronomin und Hochschullehrerin
- Heinrich Greeven, deutscher Theologe und Hochschullehrer (1906–1990)
- Kurt Behling (1906–1975), Anwalt
- Erwin Gillmeister (1907–1993), olympischer Athlet
- Harald Kruska (1908–1993), evangelischer Theologe und Hochschullehrer
- Werner Henke (1909–1944), Marineoffizier und U-Bootkommandant
- Gerd Schaefer-Rolffs (1909–1986), Ingenieur
- Elżbieta Zawacka (1909–2009), polnische Widerstandskämpferin, Mathematikerin und Pädagogin
- Wolfgang Eichel (1910–1989), Sporthistoriker und Hochschullehrer
- Günter Gnodtke (1910–1995), Botschafter
- Elsa Thiemann (1910–1981), Fotografin
- Gerhard Meier (1913–1945), Assyriologe
- Hedwig von Lölhöffel geb. von Olfers (1913–1986), ostpreußische Schriftstellerin
- Edmund Zdrojewski (1915–1948), SS-Hauptscharführer
- Hans-Walter Zech-Nenntwich (1916–nach 1979), Kriegsverbrecher, Agent und Unternehmer
- Rudy Sternberg, Baron Plurenden (1917–1978), britischer Unternehmer, Viehzüchter und Landwirt
- Johannes Oppenheimer (1918–2007), Richter

#### 1919–1945
- Bogdan Paprocki (1919–2010), polnischer Sänger
- Lech Bądkowski (1920–1984), Schriftsteller, Journalist und Politiker
- Georg Kotowski (1920–1999), deutscher Politiker (CDU)
- Tony Halik (1921–1998), polnischer Journalist, Filmregisseur und -produzent
- Kazimierz Serocki (1922–1981), polnischer Komponist
- Sigmund Sobolewski (1923–2017), polnischer Holocaust-Überlebender und Aktivist
- Bolesław Sulik (1929–2012), polnisch-britischer Journalist, Drehbuchautor und Regisseur
- Bernadetta Matuszczak (1931–2021), polnische Komponistin
- Stefan Olszowski (1931–2023), polnischer Politiker
- Marian Jochman (1935–2020), polnischer Leichtathlet
- Zdzisław Piernik (* 1937), polnischer Tubist
- Bolesław Marschall (1938–2023), polnischer Bildhauer
- Jörg-Dietrich Hoppe (1940–2011), Präsident der Bundesärztekammer und des Deutschen Ärztetages
- Rajmund Zieliński (1940–2022), polnischer Radrennfahrer
- Werner Böhm („Gottlieb Wendehals“, 1941–2020), deutscher Sänger und Musiker
- Anita Heyden (* 1942), deutsche Autorin und Malerin
- Rolf Schulz (1942–2018), deutscher Ingenieur und Performance-Künstler
- Bodo Tümmler (* 1943), deutscher Leichtathlet
- Hermann Kinder (1944–2021), deutscher Schriftsteller und Literaturwissenschaftler
- Heinz-Dieter Klink (* 1944), deutscher Politiker (SPD)

#### Seit 1946
- Andrzej Kowalczyk (* 1948), Physiker
- Teresa Weyna (* 1950), 10-fache polnische Meisterin im Eiskunstlauf
- Jadwiga Rappé (1952–2025), Sängerin
- Bogusław Linda (* 1952), Schauspieler
- Waldemar Fydrych (* 1953), gesellschaftlicher Aktivist und Happeningkünstler
- Jacek Merkel (* 1954), Politiker
- Jerzy Wenderlich (* 1954), Politiker
- Janusz Leon Wiśniewski (* 1954), polnischer Schriftsteller
- Leszek Dunecki (* 1956), Leichtathlet
- Janusz Sałach (* 1959), Radrennfahrer
- Tymon Tytus Chmielecki (* 1965), Geistlicher, Erzbischof und Diplomat
- Grzegorz Braun (* 1967), Regisseur, Drehbuchautor und Publizist
- Jacek Streich (* 1967), Ruderer
- Adam Fraszko (* 1969), Eishockeyspieler
- Maciej Konacki (* 1972), Astronom
- Nikodem Popławski (* 1975), theoretischer Physiker
- Adam Soboczynski (* 1975), Journalist und Schriftsteller
- Krzysztof Kaczka (* 1977), Flötist
- Marek Maciejewski (* 1977), Radrennfahrer
- Paweł Gulewski (* 1981), Politiker
- Błażej Janiaczyk (* 1983), Radrennfahrer
- Łukasz Pawłowski (* 1983), Ruderer
- Michał Gołaś (* 1984), Radrennfahrer
- Sławomir Mentzen (* 1986), Politiker
- Zbigniew Schodowski (* 1987), Ruderer
- Adam Kanigowski (* 1989), Mathematiker
- Łukasz Owsian (* 1994), Radrennfahrer
- Krzysztof Walczak (* 1994), deutscher Politiker (AfD)
- Bartosz Fraszko (* 1995), Eishockeyspieler
- Zuzanna Maciejewska (* 1995), Tennisspielerin
- Daniel Rochna (* 1999), Bahnradsportler
- Daniel Blin (* 2001), Motorradrennfahrer
- Anna Matuszewicz (* 2003), Weitspringerin
- Olga Wankiewicz (* 2003), Radsportlerin

### Mit der Stadt verbunden
- Maximilian Curtze (1837–1903), Lehrer am Thorner Gymnasium, Kopernikus-Forscher und Historiker der Mathematik
- Konrad Gesselen (1409–1469), Schulmeister (Astronomie, Mathematik) in Thorn
- Christoph Hartknoch (1644–1687), Historiker, Lehrer in Thorn
- Arnold Hasse (1873–1933), Oberbürgermeister von Thorn
- Zwi Hirsch Kalischer (1795–1874), jüdisch orthodoxer Rabbiner, verbrachte seine letzten Lebensjahre in Thorn
- Konrad Körner (1939–2022), deutscher Sprachwissenschaftler
- Małgorzata Kożuchowska (* 1971), Schauspielerin, lebt in Toruń
- Zbigniew Lengren (1919–2003), Karikaturist, wuchs in Thorn auf und studierte dort
- Ephraim Oloff (1685–1735), Pfarrer in Thorn, Verfasser der „Polnischen Liedergeschichte“
- Wilhelm Arthur Passow (1814–1864), Rektor des Thorner Gymnasiums
- Melchior Pyrnesius († 1589), Arzt in Thorn, schuf ein Monument in Gedenken an Kopernikus
- Leon Raszeja (1901–1939), polnischer Stadtpräsident 1936–1939
- Johann Gottfried Rösner (1658–1724), Bürgermeister von Thorn, beim Thorner Blutgericht enthauptet
- Michael Sodtke (* 1967), Vorsitzender der Artushof-Vereinigung Thorn e. V., Deutsch-Polnische Gesellschaft
- Christian Wernicke (1661–1725), Poet, Schulzeit in Thorn